# 1939
| [ Edytuj tabelę ]                                                | |
| Prezydent Polski                                                 | - 1926 Ignacy Mościcki 1939 |
| Premier Polski                                                   | - 1936 Felicjan Sławoj Składkowski 1939 |
| Prezydent Polski na uchodźstwie                                  | - 1939 Władysław Raczkiewicz 1947 |
| Premier rządu RP na uchodźstwie                                  | - 1939 Władysław Sikorski 1943 |
| Generalny gubernator ziem polskich (okupacja niemiecka)          | - 1939 Hans Frank 1945 |
| Król Afganistanu                                                 | - 1933 Mohammad Zaher Szah 1973 |
| Premier Afganistanu                                              | - 1929 Mohammad Haszim Chan 1946 |
| Król Albanii                                                     | - 1928 Ahmed Zogu 1939 - 1939 Wiktor Emanuel III 1943                                                                                                 |
| Premier Albanii                                                  | - 1936 Kosta Kotta 1939 - 1939 Xhafer Ypi 1939 - 1939 Shefqet Verlaçi 1941                                                                            |
| Współksiążęta Andory                                             | - 1920 Justí Guitart i Vilardebó 1940 - 1932 Albert Lebrun 1940                                                                                       |
| Król Arabii Saudyjskiej                                          | - 1932 Abd al-Aziz ibn Su’ud 1953 |
| Prezydent Argentyny                                              | - 1938 Roberto Maria Ortiz 1942 |
| Premier Australii                                                | - 1932 Joseph Lyons 1939 - 1939 Earle Page 1939 - 1939 Robert Menzies 1941                                                                            |
| Król Belgów                                                      | - 1934 Leopold III 1951 |
| Premier Belgii                                                   | - 1938 Paul-Henri Spaak 1939 - 1939 Hubert Pierlot 1945                                                                                               |
| Król Bhutanu                                                     | - 1926 Jigme Wangchuck 1952 |
| Prezydent Boliwii                                                | - 1937 Germán Busch 1939 - 1939 Carlos Quintanilla 1940                                                                                               |
| Prezydent Brazylii                                               | - 1930 Getúlio Vargas 1945 |
| Sułtan Brunei                                                    | - 1924 Ahmad Tajuddin 1950 |
| Car Bułgarii                                                     | - 1918 Borys III 1943 |
| Premier Bułgarii                                                 | - 1935 Georgi Kjoseiwanow 1940 |
| Prezydent Chile                                                  | - 1938 Pedro Aguirre 1941 |
| Prezydent Chin                                                   | - 1931 Lin Sen 1943 |
| Prezydent Czechosłowacji                                         | - 1938 Emil Hácha 1939 |
| Premier Czechosłowacji                                           | - 1938 Rudolf Beran 1939 |
| Król Danii                                                       | - 1912 Chrystian X 1947 |
| Premier Danii                                                    | - 1929 Thorvald Stauning 1942 |
| Prezydent Dominikany                                             | - 1938 Jacinto Peynado 1940 |
| Władca Egiptu                                                    | - 1936 Faruk I 1952 |
| Premier Egiptu                                                   | - 1937 Muhammad Mahmud 1939 - 1939 Ali Mahir 1940 |
| Prezydent Ekwadoru                                               | - 1938 Aurelio Mosquera 1939 - 1939 Carlos Alberto Arroyo del Rio 1939 - 1939 Andrés Córdova 1940                                                     |
| Prezydent Estonii                                                | - 1937 Konstantin Päts 1940 |
| Premier Estonii                                                  | - 1938 Kaarel Eenpalu 1939 - 1939 Jüri Uluots 1940 |
| Premier Etiopii                                                  | - 1936 Wolde Tzaddick 1942 |
| Prezydent Filipin                                                | - 1935 Manuel Quezon 1944 |
| Prezydent Finlandii                                              | - 1937 Kyösti Kallio 1940 |
| Premier Finlandii                                                | - 1937 Aimo Cajander 1939 - 1939 Risto Ryti 1940 |
| Prezydent Francji                                                | - 1932 Albert Lebrun 1940 |
| Premier Francji                                                  | - 1938 Édouard Daladier 1940 |
| Prezydent Senatu Wolnego Miasta Gdańska                          | - 1934 Arthur Greiser 1939 |
| Król Grecji                                                      | - 1935 Jerzy II 1947 |
| Premier Grecji                                                   | - 1936 Joanis Metaksas 1941 |
| Prezydent Gwatemali                                              | - 1931 Jorge Ubico 1944 |
| Prezydent Haiti                                                  | - 1930 Sténio Vincent 1941 |
| Prezydent Hiszpanii                                              | - 1936 Manuel Azaña 1939 |
| Premier Hiszpanii                                                | - 1937 Juan Negrín 1939 - 1939 José Miaja 1939 - 1939 Francisco Franco 1973                                                                           |
| Król Holandii                                                    | - 1890 Wilhelmina 1948 |
| Premier Holandii                                                 | - 1933 Hendrikus Colijn 1939 - 1939 Dirk Jan de Geer 1940                                                                                             |
| Prezydent Hondurasu                                              | - 1933 Tiburcio Carías Andino 1949 |
| Szach Iranu                                                      | - 1925 Reza Szah Pahlawi 1941 |
| Premier Iranu                                                    | - 1935 Mahmud Dżam 1939 - 1939 Ahmad Matin-Daftari 1940                                                                                               |
| Władca Indii                                                     | - 1936 Jerzy VI 1950 |
| Król Irlandii                                                    | - 1936 Jerzy VI Windsor 1949 |
| Prezydent Irlandii                                               | - 1938 Douglas Hyde (polityk) 1945 |
| Premier Irlandii                                                 | - 1932 Éamon de Valera 1948 |
| Cesarz Japonii                                                   | - 1926 Hirohito 1989 |
| Premier Japonii                                                  | - 1937 Fumimaro Konoe 1939 - 1939 Kiichirō Hiranuma 1939 - 1939 Nobuyuki Abe 1940 - 1939 Kiichirō Hiranuma 1939                                       |
| Król Jugosławii                                                  | - 1934 Piotr II 1945 |
| Premier Jugosławii                                               | - 1935 Milan Stojadinović 1939 - 1939 Dragiša Cvetković 1941                                                                                          |
| Premier Kanady                                                   | - 1935 William Lyon Mackenzie King 1948 |
| Emir Kataru                                                      | - 1913 Abd Allah ibn Kasim Al Sani 1949 |
| Prezydent Kolumbii                                               | - 1938 Eduardo Santos 1942 |
| Patriarcha Konstantynopola                                       | - 1936 Beniamin 1946 |
| Gubernator Korei (okupacja japońska)                             | - 1936 Jirō Minami 1942 |
| Prezydent Kostaryki                                              | - 1936 León Cortés Castro 1940 |
| Prezydent Kuby                                                   | - 1936 Federico Laredo Brú 1940 |
| Prezydent Liberii                                                | - 1930 Edwin Barclay 1944 |
| Książę Liechtensteinu                                            | - 1938 Franciszek Józef II 1989 |
| Premier Liechtensteinu                                           | - 1928 Josef Hoop 1945 |
| Prezydent Litwy                                                  | - 1926 Antanas Smetona 1940 |
| Premier Litwy                                                    | - 1938 Vladas Mironas 1939 - 1939 Jonas Černius 1939 - 1939 Antanas Merkys 1940                                                                       |
| Wielki książę Luksemburga                                        | - 1919 Szarlotta 1964 |
| Premier Luksemburga                                              | - 1937 Pierre Dupong 1953 |
| Prezydent Łotwy                                                  | - 1936 Kārlis Ulmanis 1940 |
| Premier Łotwy                                                    | - 1934 Kārlis Ulmanis 1940 |
| Cesarz Mandżukuo                                                 | - 1934 Pu Yi 1945 |
| Sułtan Maroka                                                    | - 1927 Muhammad V 1953 |
| Prezydent Meksyku                                                | - 1934 Lázaro Cárdenas del Río 1940 |
| Książę Monako                                                    | - 1922 Ludwik II 1949 |
| Minister stanu Monako                                            | - 1937 Émile Roblot 1944 |
| Przewodniczący Prezydium Małego Churału Państwowego Mongolii     | - 1936 Dansrabilegijn Dogsom 1939 |
| Premier Mongolii                                                 | - 1936 Anandyn Amar 1939 - 1939 Chorlogijn Czojbalsan 1952                                                                                            |
| Król Nepalu                                                      | - 1911 Tribhuvan 1950 |
| Premier Nepalu                                                   | - 1932 Juddha Shumsher Jang Bahadur Rana 1945 |
| Prezydent Niemiec                                                | - 1934 Adolf Hitler (führer) 1945 |
| Kanclerz Niemiec                                                 | - 1933 Adolf Hitler 1945 |
| Prezydent Nikaragui                                              | - 1937 Anastasio Somoza García 1947 |
| Król Norwegii                                                    | - 1905 Haakon VII 1957 |
| Premier Norwegii                                                 | - 1935 Johan Nygaardsvold 1945 |
| Premier Nowej Zelandii                                           | - 1935 Michael Savage 1940 |
| Sułtan Omanu                                                     | - 1932 Sa’id ibn Tajmur 1970 |
| Prezydent Panamy                                                 | - 1936 Juan Demóstenes Arosemena 1939 - 1939 Ezequiel Fernández (p.o.) 1939 - 1939 Augusto Samuel Boyd (p.o.) 1940                                    |
| Papież                                                           | - 1922 Pius XI 1939 - 1939 Pius XII 1958 |
| Prezydent Paragwaju                                              | - 1937 Félix Paiva 1939 - 1939 gen. José Félix Estigarribia 1940                                                                                      |
| Prezydent Peru                                                   | - 1933 Oscar R. Benavides 1939 - 1939 Manuel Prado Ugarteche 1945                                                                                     |
| Premier Południowej Afryki                                       | - 1924 Barry Hertzog 1939 - 1939 Jan Smuts 1948 |
| Prezydent Portugalii                                             | - 1926 António Óscar de Fragoso Carmona 1951 |
| Premier Portugalii                                               | - 1932 António de Oliveira Salazar 1968 |
| Król Rumunii                                                     | - 1930 Karol II 1940 |
| Premier Rumunii                                                  | - 1938 Miron Cristea 1939 - 1939 Armand Călinescu 1939 - 1939 Gheorghe Argeșanu 1939 - 1939 Constantin Argetoianu 1939 - 1939 Gheorghe Tătărescu 1940 |
| Prezydent Salwadoru                                              | - 1931 Maximiliano Hernández Martínez 1944 |
| Kapitanowie regenci San Marino                                   | - 1938 Carlo Balsimelli Celio Gozi 1939 - 1939 Pompeo Righi Marino Morri 1939 - 1939 Marino Michelotti Orlando Reffi 1940                             |
| Sekretarz Stanu do spraw Politycznych i Zagranicznych San Marino | - 1918 Giuliano Gozi 1943 |
| Prezydent Słowacji                                               | - 1939 Jozef Tiso 1945 |
| Premier Słowacji                                                 | - 1939 Jozef Tiso 1939 - 1939 Vojtech Tuka 1944 |
| Prezydent Syrii                                                  | - 1936 Haszim al-Atasi 1939 - 1939 Bahidż al-Chatib 1941                                                                                              |
| Premier Syrii                                                    | - 1936 Dżamil Mardam 1939 - 1939 Lutfi al-Haffar 1939 - 1939 Nasuhi al-Buchari 1939                                                                   |
| Prezydent Szwajcarii                                             | - 1939 Philipp Etter 1939 |
| Król Szwecji                                                     | - 1907 Gustaw V 1950 |
| Premier Szwecji                                                  | - 1936 Per Albin Hansson 1946 |
| Król Tajlandii                                                   | - 1935 Ananda Mahidol 1946 |
| Premier Tajlandii                                                | - 1938 Plaek Pibulsongkram 1944 |
| Król Tonga                                                       | - 1918 Salote Tupou III 1965 |
| Premier Tonga                                                    | - 1923 Viliami Tungī Mailefihi 1941 |
| Prezydent Turcji                                                 | - 1938 İsmet İnönü 1950 |
| Premier Turcji                                                   | - 1937 Celâl Bayar 1939 - 1939 Refik Saydam 1942 |
| Prezydent Urugwaju                                               | - 1938 Alfredo Baldomir 1943 |
| Prezydent USA                                                    | - 1933 Franklin Delano Roosevelt 1945 |
| Prezydent Wenezueli                                              | - 1935 Eleazar López Contreras 1941 |
| Regent Królestwa Węgier                                          | - 1920 Miklós Horthy 1944 |
| Premier Węgier                                                   | - 1938 Béla Imrédy 1939 - 1939 Pál Teleki 1941 |
| Monarcha Wielkiej Brytanii                                       | - 1936 Jerzy VI 1952 |
| Premier Wielkiej Brytanii                                        | - 1937 Neville Chamberlain 1940 |
| Cesarz Wietnamu                                                  | - 1926 Bảo Đại 1945 |
| Król Włoch                                                       | - 1900 Wiktor Emanuel III 1946 |
| Premier Włoch                                                    | - 1922 Benito Mussolini 1943 |
| Przywódca ZSRR                                                   | - 1924 Józef Stalin 1953 |
| Premier ZSRR                                                     | - 1930 Wiaczesław Mołotow 1941 |

Rok 1939 / MCMXXXIX
stulecia: XIX wiek ~
XX wiek ~
XXI wiek

dziesięciolecia:
1900–1909 •
1910–1919 •
1920–1929 •
1930–1939
• 1940–1949
• 1950–1959
• 1960–1969

lata: 1929 «
1934 «
1935 «
1936 «
1937 «
1938 «
1939
» 1940
» 1941
» 1942
» 1943
» 1944
» 1949

## II wojna światowa
- Wojna w Azji i na Pacyfiku
- Wojna w Europie
- Wojna w Polsce

## Pozostałe wydarzenia w Polsce
- 5 stycznia:
  - początek wizyty ministra spraw zagranicznych Józefa Becka w Niemczech.
  - w kościele Kapucynów w Krakowie odprawiono mszę w intencji zmarłego 2 stycznia Romana Dmowskiego. W mszy uczestniczył bp Adam Sapieha. Na krakowskich budynkach Stronnictwa Narodowego wywieszono czarne flagi. Studenckie organizacje narodowe opublikowały odezwę, wzywającą do wzięcia udziału w pogrzebie Dmowskiego.
- 6 stycznia – po kurtuazyjnym spotkaniu z Hitlerem minister Józef Beck odbył spotkanie z szefem niemieckiej dyplomacji Joachimem von Ribbentropem. Ten wysunął konkretne żądania: włączenie Gdańska do Rzeszy, wydzielenie eksterytorialnej autostrady i linii kolejowej. W zamian za to Niemcy obiecali ostatecznie uznać polskie granice.
- 7 stycznia – w Warszawie odbyła się ostatnia część uroczystości pogrzebowych Romana Dmowskiego. Trumnę złożono na cmentarzu bródnowskim, do grobu włożono urnę z ziemią nadmorską i wodą z Bałtyku.
- 8 stycznia:
  - na naradzie u prezydenta Mościckiego z udziałem Józefa Becka i Edwarda Rydza-Śmigłego zadecydowano nie ustępować wobec niemieckich żądań terytorialnych wobec Polski.
  - Polska Agencja Telegraficzna podała komunikat, że Międzynarodowy Związek Lotniczy przyznał medal im. Lilienthala 20-letniemu Polakowi Tadeuszowi Górze za jego rekordowy przelot szybowcem z Bezmiechowej do Solecznik Małych koło Wilna.
- 9 stycznia – opracowany przez rząd 3-letni plan inwestycyjny został ujęty w projekcie specjalnej ustawy. Na realizację planu przewidziano 3,5 mld złotych.
- 13 stycznia – „Ilustrowany Kurier Codzienny” pisał: „We Lwowie buduje się jednocześnie 7 pomników: Józefa Piłsudskiego, Juliusza Słowackiego, Tadeusza Kościuszki, biskupa Władysława Bandurskiego, Marii Konopnickiej, gen. Tadeusza Rozwadowskiego i płk. Czesława Mączyńskiego”.
- 19 stycznia:
  - prasa podała, że od pierwszego marca Polskie Linie Lotnicze uruchomią nową linię Warszawa – Rzym. Za lot pasażerowie mieli zapłacić 300 złotych.
  - „Kurier Poranny” pisał: „Z bibliotek oświatowych korzysta w Polsce 3 proc. ludności. W mieście jedna książka przypada na 2 mieszkańców, na wsi na 22. Nic zatem dziwnego, że mamy w Polsce ponad 6 mln analfabetów”.
- 10 lutego – okręt podwodny ORP Orzeł rozpoczął służbę.
- 11 lutego – w Zakopanem rozpoczęły się Mistrzostwa Świata w Narciarstwie Klasycznym.
- Marzec – Stanisław Cat-Mackiewicz zesłany do Berezy Kartuskiej.
- 4 marca – w sztabie głównym zaczęto pracę nad planem wojny obronnej z Niemcami (Plan Zachód).
- 7 marca – odbyło się posiedzenie prezydium Reprezentacji Zjednoczonego Żydostwa Miasta Krakowa. Udział wzięli przedstawiciele rabinatu i cechu rzeźników żydowskich. Dyskutowano o ustawie o uboju rytualnym.
- 8 marca – w Gdyni otwarto Kinoteatr „Gwiazda”.
- 17 marca – premiera filmu Trzy serca.
- 18 marca:
  - Szef Sztabu Wojska Polskiego wydał zarządzenia stawiające w stan gotowości bojowej część sił zbrojnych, w szczególności marynarkę wojenną i lotnictwo.
  - po zajęciu przez armię węgierską Karpato-Ukrainy została utworzona granica polsko-węgierska.
- 21 marca – „Kurier Poranny” przytoczył wypowiedź Joachima von Ribbentropa, który w Berlinie spotkał się z Józefem Lipskim: „Tylko Hitler może zagwarantować granicę polsko-niemiecką i uznać przynależność Pomorza Gdańskiego do Polski. Warunkiem jest jednak powrót czysto niemieckiego Gdańska do Rzeszy oraz utworzenie eksterytorialnego połączenia kolejowego i szosowego między Polską a Niemcami”.
- 23 marca – po zajęciu Kłajpedy przez Niemców przeprowadzono tzw. mobilizację alarmową.
- 30 marca:
  - Sejm RP przyjął „Ustawę o komunikacjach w służbie obrony Państwa” (weszła w życie już 1 kwietnia 1939).
  - uruchomiono produkcję w firmie oponiarskiej „Dębica”.
- 31 marca:
  - Wielka Brytania złożyła oświadczenie o gwarancjach dla niepodległości Polski.
  - Wincenty Witos powrócił do kraju z emigracji politycznej w Czechosłowacji.
- 2 kwietnia – samobójstwo Walerego Sławka.
- 10 kwietnia – założono klub sportowy Stal Mielec.
- 15 kwietnia – założono partię Stronnictwo Demokratyczne.
- 16 kwietnia – wszedł do służby okręt podwodny ORP Sęp.
- 21 kwietnia – Bolesław Czuchajowski został prezydentem Krakowa.
- 28 kwietnia – Niemcy wypowiedziały deklarację polsko-niemiecką o niestosowaniu przemocy z 26 stycznia 1934.
- 3 maja – została uruchomiona Elektrownia Stalowa Wola.
- 5 maja – minister Józef Beck wygłosił w Sejmie przemówienie, w którym odrzucił żądania Niemiec włączenia Gdańska do III Rzeszy i wyznaczenia eksterytorialnych linii komunikacyjnych.
- 16 maja – szef Sztabu Generalnego WP, gen. Wacław Stachiewicz, polecił, by opracować plan fortyfikacji na polskiej granicy zachodniej.
- 17 maja – Wincenty Witos ponownie stanął na czele Stronnictwa Ludowego.
- 18 maja:
  - otwarto Stadion Miejski w Kielcach.
  - dokonano oblotu szybowca PWS-102 Rekin.
- 19 maja – w Paryżu podpisano protokół o natychmiastowej pomocy francuskich sił zbrojnych w wypadku niemieckiej agresji na Polskę.
- 20 maja – niemieccy bojówkarze napadli na polski posterunek celny w Kałdowie koło Malborka.
- 21 maja – Ernest Wilimowski ustanowił niepobity do dziś rekord polskiej ligi piłkarskiej, zdobywając 10 goli w meczu Ruch Chorzów-Union-Touring Łódź (12:1).
- 23–30 maja – polsko-brytyjska konferencja sztabowa w Warszawie.
- 30 maja – na lotnisku w Międzyrzecu Podlaskim doszło do katastrofy samolotu, w której zginęły dwie osoby.
- 2 czerwca:
  - na Bałtyku w pobliżu ujścia Piaśnicy zatonęło czterech polskich rybaków z Dębek[1].
  - Nikołaj Szaronow został ambasadorem ZSRR w Polsce.
  - Związek Kynologiczny w Polsce został przyjęty do Międzynarodowej Federacji Kynologicznej.
- 3 czerwca – otwarto nowy, nowoczesny Tor wyścigów konnych Służewiec w Warszawie.
- 6 czerwca – wybuchł pożar niedokończonego Dworca Głównego w Warszawie.
- 8 czerwca – uroczyste procesje Bożego Ciała. W większych miastach, m.in.: Warszawie, Krakowie i Lwowie, przeszły głównymi ulicami. W procesji w Spale wziął udział prezydent Mościcki, przebywający tam na wypoczynku.
- 11 czerwca – w Lublinie odbyły się pierwsze Dni Lublina.
- 17 czerwca – oficer wywiadu Jerzy Sosnowski został skazany na karę 15 lat pozbawienia wolności i 200 tys. zł grzywny za zdradę i współpracę z Niemcami.
- 26 czerwca – minister rolnictwa i reform rolnych Juliusz Poniatowski wydał zarządzenie „O uznaniu nadleśnictwa Jaworzyna i Zakopane w krakowsko-śląskim okręgu lasów państwowych za lasy ochronne i o utworzeniu jednostki organizacyjnej szczególnej pod nazwą Park Przyrody w Tatrach”.
- 29 czerwca – przysięga pierwszych żołnierzy żywych torped.
- Lipiec:
  - pierwsza polska wyprawa himalaistyczna.
  - pokaz próbnej transmisji telewizyjnej 26 sierpnia 1939 w Warszawie z udziałem Mieczysława Fogga.
- 25 lipca – polscy kryptolodzy przekazali aliantom klucz do rozszyfrowania sekretów Enigmy – niemieckiej kryptograficznej maszyny cyfrowej.
- 26 lipca – marsz. Edward Rydz-Śmigły wydał rozkaz ws. obrony polskiego wybrzeża.
- 27 lipca – w Gdyni uroczyście poświęcono pasażerski motorowiec MS Chrobry.
- 29 lipca – transatlantyk MS Chrobry wypłynął z Gdyni w dziewiczy rejs do Ameryki Południowej. Wśród pasażerów był Witold Gombrowicz, który na zawsze opuszczał Polskę.
- 17 sierpnia – rząd polski zablokował graniczną wymianę handlową pomiędzy Niemcami a Polską.
- 22/23 sierpnia – naczelne władze wojskowe podjęły decyzję o mobilizacji alarmowej 2/3 stanu sił zbrojnych.
- 23 sierpnia – w Moskwie podpisanie paktu o nieagresji między ZSRR i III Rzeszą (Pakt Ribbentrop – Mołotow).
- 24 sierpnia:
  - grupa kilkunastu Niemców przekroczyła granicę i ostrzelała stację kolejową i urząd celny w miejscowości Makoszowy, nad ranem ostrzelana została polska strażnica w Gierałtowicach[2].
  - częściowa mobilizacja.
- 25 sierpnia:
  - podpisanie angielsko-polskiego układu o wzajemnej pomocy militarnej w razie ataku niemieckiego.
  - do Gdańska pod pretekstem kurtuazyjnej wizyty wszedł niemiecki szkolny okręt liniowy „Schleswig-Holstein”.
- 26 sierpnia – incydent jabłonkowski: niepoinformowani o zmianie daty ataku na Polskę niemieccy dywersanci napadli na stację kolejową w Mostach koło Jabłonkowa i próbowali przejąć tunel kolejowy pod Przełęczą Jabłonkowską na Śląsku Cieszyńskim.
- 27 sierpnia – w towarzyskim meczu piłkarskim rozegranym w Warszawie Polska pokonała Węgry 4:2.
- 28 sierpnia – Antoni Guzy, Polak zwerbowany przez Niemców, dokonał zamachu na dworcu kolejowym w Tarnowie. Zginęło 20 osób.
- 30 sierpnia:
  - dekretem Prezydenta RP Ignacego Mościckiego zarządzono powszechną mobilizację.
  - niszczyciele ORP Błyskawica, ORP Grom i ORP Burza, ok. godz.14 otrzymały rozkaz „Peking” natychmiastowego przejścia z Gdyni do Anglii, dla ocalenia ich przed wpadnięciem w ręce niemieckie.
- 31 sierpnia:
  - ultimatum niemieckie wobec Polski.
  - prowokacja gliwicka: Niemcy sfingowali napad na radiostację gliwicką dając sobie pretekst do wojny.
- 31 sierpnia/1 września – w rejonie Chorzowa i Michałkowic na Śląsku oddziały Wojska Polskiego, wspomagane przez ochotników rekrutujących się spośród byłych powstańców śląskich oraz harcerzy, rozbiły ponad 200-osobową grupę dywersantów niemieckich.
- 1 września:
  - hitlerowskie Niemcy napadły na Polskę; rozpoczęła się kampania wrześniowa.
    - godz. 4–5:
      - atak bombowców na Wieluń.
      - atak bombowców Ju 87 na linię kolejową koło Tczewa.
      - atak bombowców He-111 na Morski Dywizjon Lotniczy w Pucku.

    - godz. 4:48 szkolny pancernik „Schleswig-Holstein” ostrzelał Wojskową Składnicę Tranzytową Westerplatte (ostrzał trwał ok. 7 minut).
    - godz. 5:55 niemieckie samoloty dokonały przelotu rozpoznawczego nad portem wojennym w Gdyni.
    - godz. 6:55 drugi tego ranka atak oddziałów niemieckich na Westerplatte.
    - godz. 7:00-7:40 pierwsza bitwa powietrzna podczas II WŚ (54 samoloty Brygady Pościgowej przeciwko 80 bombowcom i 20 myśliwcom niemieckim).
    - godz. 13:50 pierwsze silne uderzenie lotnictwa niemieckiego (60 bombowców nurkujących i 60 ciężkich myśliwców) na Gdynię (okręty i baterię Canet).
    - godz. 16:30 drugi nalot na Warszawę (40 bombowców przeciwko samolotom Brygady Pościgowej i 152. eskadry myśliwskiej).
    - godz. 17:45 pierwsza podczas II WŚ bitwa powietrzno-morska koło Helu. ORP Wicher, ORP Gryf, 6 trałowców i 2 kanonierki zaatakowane zostały przez 33 bombowce nurkujące (18-minutowa walka była nierozstrzygnięta).
    - wieczorem niszczyciele ORP Błyskawica, ORP Grom i ORP Burza w towarzystwie okrętów Royal Navy weszły do szkockiego portu Leith koło Edynburga.

  - prezydent Ignacy Mościcki wprowadził na obszarze całego państwa stan wojenny.
- 2 września:
  - ok. 50 bombowców nurkujących atakowało Westerplatte (zrzucono co najmniej 200 bomb, zniszczono wartownię nr 5 i wszystkie 4 moździerze).
  - Luftwaffe ponownie zaatakowało następujące bazy lotnicze: Warszawa, Dęblin, Rakowice, Ławica, Bydgoszcz, Toruń, Małaszewicze, Lwów, Radom i Grudziądz.
  - Kriegsmarine i Luftwaffe 7-krotnie bombardowały okręt podwodny ORP Ryś (zrzucono 26 bomb).
  - godz. 12:38 ORP Sęp z odległości 4000 m nieskutecznie atakował jedną torpedą niemiecki niszczyciel „Friedrich Ihn” (pierwszy atak torpedowy okrętu podwodnego podczas II WŚ).
  - samolot typu PZL.23 Karaś zbombardował fabrykę w Oławie (pierwsze bombardowanie Niemiec w czasie II wojny światowej).
  - ostatnie posiedzenie Sejmu i Senatu II RP.
  - samoloty Luftwaffe ostrzeliwują w Kole pociąg ewakuacyjny z Krotoszyna. Ginie ok. 250 osób
- 3 września:
  - godz. 6:50 pierwsza podczas II WŚ bitwa artyleryjska okrętów nawodnych. Dwa niemieckie niszczyciele: „Leberecht Maass” i Wolfgang Zenker przeciwko ORP Wicher, ORP Gryf i baterii cyplowej 152,4 mm.
  - po godz. 9:30 w Bydgoszczy padają pierwsze strzały do wycofujących się oddziałów polskich (początek bydgoskiej „krwawej niedzieli”).
  - godz. 16:30 ORP Wilk postawił pierwszą zagrodę minową (środkowa część Zatoki Gdańskiej, 20 min).
  - 4 ataki lotnicze (ostatni o godz.17:25) spowodowały zniszczenie okrętów: ORP Wicher, ORP Gryf, trałowca Mewa i kanonierki Generał Haller.
  - godz. 20:25 niemiecki „U-14” próbował z odległości 1000 m zatopić ORP Sęp przy użyciu torpedy (pierwszy atak torpedą z zapalnikiem magnetycznym podczas II WŚ).
  - utworzono Legion Czechów i Słowaków.
  - powołano dowództwo obrony Warszawy, na czele którego stanął gen. bryg. Walerian Czuma.
  - Stanisław Klimecki został prezydentem Krakowa.
- 4 września:
  - w Warszawie rozpoczęła się ewakuacja centralnych instytucji państwowych.
  - godz. 5:45 niemieckie wodnosamoloty 3-krotnie atakowały bombami ORP Ryś (zrzucono 19 bomb).
  - bateria „Canet” ostrzelała niemiecki torpedowiec T 196, 3 flotyllę kutrów trałowych i 5 flotyllę przybrzeżną, uniemożliwiając próbę trałowania akwenu pod Gdynią.
  - ORP Orzeł usiłował usunąć uszkodzenia w rejonie Gotlandii, początek choroby dowódcy okrętu (kmdr ppor. Henryk Kłoczkowski).
  - samotny samolot Karaś z 51 eskadry rozpoznawczej ostrzelał i obrzucił bombami niemiecki pociąg przewożący uzbrojenie i sprzęt wojskowy na dworcu w Białej Piskiej na terenie Prus Wschodnich.
  - wtargnięcie Niemców do Katowic i ostrzelanie ich z rejonu wieży spadochronowej.
- 5 września – ORP Sęp operował u wybrzeża Gotlandii.
- 6 września:
  - rząd opuścił Warszawę.
  - Niemcy wkroczyli do Krakowa.
- 7 września:
  - zakończyła się obrona Westerplatte (straty Polaków: 16 zabitych, 13 ciężko rannych, 40 lekko rannych i kontuzjowanych).
  - Naczelny Wódz opuścił Warszawę, zabierając większość środków obronnych stolicy.
  - 720 żołnierzy pod komendą kpt. Władysława Raginisa stawiło czoło 42 200 żołnierzom XIX. Armeekorps gen. Heinza Guderiana zmierzającym w stronę Brześcia – początek heroicznej obrony Wizny.
  - bateria „Canet” uniemożliwiła trałowanie niemieckiej 5 flotylli przybrzeżnej (pod Gdynią).
  - popołudnie, ORP Ryś postawił drugą zagrodę minową (10 Mm na pn.-wsch. od Helu, 10 min).
  - godz. 23:10 niemiecki U-22 próbował z odległości 400 m zatopić ORP Żbik przy użyciu torpedy z zapalnikiem magnetycznym.
- 8 września:
  - początek ataku niemieckiego na Warszawę.
  - rano ORP Żbik postawił trzecią zagrodę minową (10 Mm na pn. od Helu, 20 min).
- 9 września:
  - rozpoczęcie bitwy nad Bzurą.
  - podpisano umowę polsko-francuską o tworzeniu polskich oddziałów wojskowych we Francji.
- 10 września:
  - 4 dzień heroicznej obrony odcinka „Wizna”. Załoga kpt. Władysława Raginisa (licząca początkowo 720 ludzi) zadała dotkliwe straty atakującym 42 200 żołnierzy XIX. Armeekorps pod komendą gen. gen. Heinza Guderiana.
  - egzekucje ludności polskiej w Bydgoszczy.
  - wieczorem pierwszy atak niemiecki na polskie pozycje u nasady Półwyspu Helskiego.
- 11 września:
  - rano oddziały niemieckie opanowały Władysławowo, odcinając polskie oddziały od reszty wybrzeża.
  - w pobliżu wyspy Fehmarn ORP Wilk próbował ataku torpedowego na ciężki krążownik Admiral Hipper.
- 12 września:
  - konferencja w Jełowej.
  - 3 trałowce: „Jaskółka”, „Czajka” i „Rybitwa” skutecznie ostrzelały oddziały niemieckie atakujące Kępę Oksywską z pozycji położonej 4 km na wsch. od Cypla Rewskiego (każdy trałowiec posiadał tylko 1 działo 75 mm). Akcję tę powtórzono 2 dni później podczas walk o wieś Mechelinki.
  - helska bateria 105 mm uszkodziła jednym pociskiem niemiecki trałowiec Otto Braun.
  - wieczorem polskie oddziały opuściły Gdynię, wycofując się w sposób zorganizowany na Kępę Oksywską.
  - wieczorem ORP Ryś u pd. brzegów Olandii naprawiał uszkodzenia.
- 13 września:
  - godz. 1:15 polskie trałowce: „Jaskółka”, „Czajka” i „Rybitwa” postawiły zagrodę minową (4 Mm na południe od Helu, 60 min).
  - „Schleswig-Holstein” ostrzeliwał Gdynię.
  - bitwa pod Mińskiem Mazowieckim.
  - bombardowanie Frampola.
  - zajęcie Stryja przez Ukraińców.
- 14 września:
  - wojska niemieckie wkroczyły do Gdyni.
  - Kępa Oksywska (obszar 49 km²) została całkowicie okrążona od strony lądu i zablokowana od strony morza. Broniło jej 8000 żołnierzy polskich, 4 działa 105 mm, 1 działo 100 mm baterii „Canet”, 15 dział 75 mm, 9 działek ppanc. 37 mm i kilkanaście moździerzy.
  - poranny atak 11 niemieckich bombowców na 5 polskich trałowców w Jastarni (250 kg bomby zatopiły trałowce „Jaskółka” i „Czapla”).
  - przed południem działo 100 mm baterii „Canet” prowadziło 10-minutowy pojedynek ogniowy z niemieckim torpedowcem T 196 i 1 flotyllą kutrów trałowych, uniemożliwiając im wytrałowanie ostatniego odcinka toru wodnego Gdańsk-Gdynia o długości 1 Mm. Dwa dni później bateria „Canet” powtórzyła swą akcję, zmuszając do ucieczki niemieckie trałowce pod Kępą Oksywską.
  - wieczorem ORP Orzeł wszedł na redę estońskiego Tallinna (podejrzenie choroby zakaźnej u dowódcy okrętu).
  - przed północą wynurzony ORP Wilk przeszedł cieśninę Sund, mijając idące kontrkursem 2 niemieckie niszczyciele (w odległości zaledwie 70 m).
  - władze Rumunii wyraziły zgodę na przewiezienie przez swoje terytorium złota z rezerw Banku Polskiego.
- 15 września – chory dowódca ORP Orzeł odwieziony do szpitala w Tallinnie.
- 16 września – władze estońskie próbowały bezprawnie internować ORP Orzeł (usunięto 10 torped, amunicję i zamki do dział oraz wszystkie mapy).
- 17 września:
  - Rozpoczęła się agresja Związku Socjalistycznych Republik Radzieckich na Polskę, natarcie rozpoczęły dwa fronty Armii Czerwonej w sile 600 000 żołnierzy i 5000 czołgów. Oddziały Korpusu Ochrony Pogranicza i Wojska Polskiego stawiły zbrojny opór najeźdźcom
  - pożar Zamku Królewskiego w Warszawie w wyniku ostrzału przez artylerię niemiecką.
  - Prezydent RP Ignacy Mościcki i rząd polski wobec zbliżania się czołgów sowieckich do miejsc urzędowania w późnych godzinach wieczornych przekroczyli granicę polsko-rumuńską, zamierzając przenieść swoje działanie na terytorium sojuszniczej Francji.
- 18 września
  - W godzinach nocnych Naczelny Wódz Edward Śmigły-Rydz przekroczył granicę polsko-rumuńską
  - zakończyła się bitwa nad Bzurą.
  - Niemcy wkroczyli do Lublina.
  - ucieczka ORP Orzeł z Tallinna.
  - uszkodzony ORP Sęp internowany na wodach szwedzkich w pobliżu Nynäshamn.
  - internowanie władz polskich w Rumunii.
  - godz. 8:00 trzygodzinny pojedynek artyleryjski pomiędzy: szkolnym pancernikiem „Schleswig-Holstein”, torpedowcem T 196, okrętem artyleryjskim Fuchs i 2 trałowcami a baterią „Canet” (1 działo 100 mm) i oksywską 1. baterią plot. (2 działa 75 mm).
  - w popołudnie „Schleswig-Holstein” ostrzeliwał baterię cyplową 152,4 mm (wystrzelił 20 salw z dział 280 mm).
  - W Śladowie pod Sochaczewem żołnierze Wehrmachtu dokonali mordu na 300 osobach, w tym 150 jeńcach wojennych.
  - W Henrykowie pod Sochaczewem żołnierze Wehrmachtu zamordowali od 73 do 88 osób, w tym wielu uchodźców z zachodniej Polski.
- 19 września:
  - rano Kępy Oksywskiej, a właściwie jej wąskiego pd.-wsch. skrawka o dł. 5 km i szer. 1–2 km, broniło już tylko 2.000 polskich żołnierzy.
  - ok. godz. 6 okręty niemieckie: trałowce M 3 i Nautilius, okręty artyleryjskie Drache i Fuchs ostrzeliwały z dział 105 mm, polskie pozycje i baterie na Kępie Oksywskiej. Walkę podjęły bateria „Canet” oraz nieliczne działa polowe i plot., uszkadzając 1 trałowiec.
  - godz. 10:30 ostrzał Kępy Oksywskiej i baterii cyplowej na Helu (odległość 27 km) przez szkolny pancernik „Schleswig-Holstein” (co najmniej 35 salw dział 280 mm).
  - wojska sowieckie zajmują Wilno
  - pozbawiony paliwa, uszkodzony ORP Ryś internowany na wodach szwedzkich w rejonie Sandhamn.
- 20 września:
  - rozpoczęła się obrona Grodna przed nacierającą Armią Czerwoną.
  - ORP Żbik operował na pn. od Gotlandii.
  - ORP Wilk wszedł do szkockiej bazy morskiej Rosyth.
  - rozpoczęła się obrona Helu zakończona 2 października kapitulacją polskiej załogi.
  - Hitler zlustrował tereny walk w rejonie Gdyni i Kępy Oksywskiej.
  - komisarzem miasta Krakowa z nadania okupacyjnych władz niemieckich został Ernst Zörner.
- 21 września:
  - ORP Orzeł u wybrzeża Gotlandii wysadził na ląd 2 estońskich wartowników.
  - ostrzał baterii cyplowej na Helu przez szkolne pancerniki „Schleswig-Holstein” i „Schlesien” (30 salw dział 280 mm).
- 22 września:
  - bój pod Kodziowcami
  - bitwa pod Łomiankami.
  - początek bitwy pod Tomaszowem Lubelskim.
  - skapitulował Lwów.
  - w Brześciu nad Bugiem odbyła się wspólna sowiecko-niemiecka defilada.
- 23 września:
  - Bitwa pod Krasnobrodem.
  - major Henryk Dobrzański i pułkownik Dambrowski sformowali w Puszczy Augustowskiej oddział kawalerii (na lewy brzeg Wisły przeszedł Dobrzański dopiero świtem 3 października 1939 roku).
  - wieczorem w rejonie Chałup 5 okrętów niemieckich: torpedowiec T 196, 2 okręty artyleryjskie i 2 strażnicze ostrzeliwały pozycje polskie.
- 24 września – bitwa pod Husynnem.
- 25 września:
  - przekazanie władzy przez prezydenta Ignacego Mościckiego Polskiemu Rządowi na Uchodźstwie.
  - godz.10:00 początek pierwszej bitwy 2 szkolnych pancerników „Schleswig-Holstein” i „Schlesien” (łącznie: 8 × 280 mm i 20 × 150 mm) z baterią cyplową 152,4 mm. Wynik: lekkie uszkodzenia 1 pancernika, bateria cyplowa miała kilkunastu rannych i uszkodzenia 2 dział.
  - nalot dywanowy na Warszawę; ok. 10 tys. zabitych i 35 tys. rannych.
  - okręt podwodny ORP Żbik zawinął do szwedzkiego portu, gdzie został internowany.
- 26 września:
  - Morańce; ostatnia szarża kampanii wrześniowej.
  - o 17:30 w lesie pod Góreckiem Kościelnym generałowie Emil Krukowicz-Przedrzymirski i Jan Kruszewski podpisali akt kapitulacji połączonych wojsk Armii gen. Przedrzymirskiego i Grupy Operacyjnej gen. Kruszewskiego.
- 27 września:
  - zakończyła się bitwa pod Tomaszowem Lubelskim.
  - godz. 12:00 początek drugiej bitwy 2 szkolnych pancerników „Schleswig-Holstein” i „Schlesien” z baterią cyplową 152,4 mm (odległość: 14 000 m). Wynik: lekkie uszkodzenia 1 pancernika i wyczerpane zapasy amunicji, bateria doznała uszkodzeń centrali artyleryjskiej i wieży kierowania ogniem.
  - powstała Służba Zwycięstwu Polski.
  - utworzono Szare Szeregi.
- 28 września:
  - Kapitulacja Warszawy.
  - rozpoczęła się bitwa pod Szackiem.
  - III Rzesza i ZSRR dokonały wbrew prawu międzynarodowemu wytyczenia granicy niemiecko-sowieckiej na okupowanym wojskowo terytorium Polski.
  - Związek Radziecki wysunął ultimatum do rządów Litwy, Łotwy i Estonii, żądając wydania zgody na wkroczenie Armii Czerwonej i założenie baz na ich terytorium.
- 29 września – kapitulacja Twierdzy Modlin.
- 30 września:
  - Ignacy Mościcki przekazał urząd prezydenta Władysławowi Raczkiewiczowi.
  - Prezydent Władysław Raczkiewicz mianował Władysława Sikorskiego premierem rządu RP na emigracji.
  - utworzenie emigracyjnego rządu gen. Władysława Sikorskiego.
- 1 października:
  - doszło do bitwy pod Wytycznem pomiędzy jednostkami KOP a Armią Czerwoną.
  - rząd emigracyjny w Paryżu nadał Warszawie order Virtuti Militari.
  - na minie postawionej 3 tyg. wcześniej przez ORP Żbik zatonął niemiecki trałowiec M-85, tracąc 24 marynarzy.
- 2 października – Niemcy zajęli Półwysep Helski.
  - Żołnierze Armii Czerwonej wkroczyli do Litwy, Łotwy i Estonii.
- 5 października:
  - Adolf Hitler odebrał w Warszawie defiladę Wehrmachtu.
  - pod Kockiem Samodzielna Grupa Operacyjna Polesie pod dowództwem gen. bryg. Franciszka Kleeberga stoczyła ostatnią bitwę z Niemcami, a następnie złożyła broń.
  - rozstrzelano 38 obrońców Poczty Polskiej w Gdańsku.
- 8 października:
  - Adolf Hitler podpisał w Berlinie dekret o włączeniu do III Rzeszy polskich ziem zachodnich i północnych.
  - hitlerowcy utworzyli getto w Piotrkowie Trybunalskim.
- 9 października – wieczorem ORP Orzeł sforsował Sund (przeszedł wąską cieśniną pomiędzy Helsingør a Hälsingborg).
- 10 października:
  - ZSRR przekazał Litwie Wileńszczyznę.
  - przeprowadzono pierwszą egzekucję w bydgoskiej „Dolinie Śmierci”.
- 11 października – ukazało się pierwsze wydanie gadzinówki Nowy Kurier Warszawski.
- 12 października:
  - Adolf Hitler podpisał dekret o utworzeniu Generalnego Gubernatorstwa.
  - ORP Orzeł wpłynął na Morze Północne.
- 13 października – powołano Narodową Organizację Wojskową.
- 14 października – ORP Orzeł wszedł do szkockiej bazy Rosyth w zatoce Firth of Forth.
- 15 października – rząd niemiecki podjął uchwałę o utworzeniu Wielkiego Miasta Szczecin.
- 16 października – w Lesie Szpęgawskim pod Starogardem Gdańskim hitlerowcy rozstrzelali 47 polskich księży.
- 18 października – w Kaliszu w publicznej egzekucji Niemcy rozstrzelali ks. Romana Pawłowskiego.
- 20 października – w Kostrzynie w ramach operacji Tannenberg, Niemcy zamordowali tu 27 wytypowanych wcześniej mieszkańców.
- 21 października – hitlerowcy dokonali egzekucji zakładników w Lesznie, Śremie, Osiecznej, Włoszakowicach, Gostyniu, Krobi i Poniecu.
- 22 października:
  - na okupowanych terenach wschodniej Polski władze radzieckie zorganizowały sfałszowane wybory do zgromadzeń ludowych Zachodniej Białorusi i Zachodniej Ukrainy.
  - pierwszy podczas okupacji mecz piłkarski: w Bronowicach Wisła Kraków pokonała drużynę Krowodrza 3:1(2:0). Bramki zdobyli: Fr. Hausner, W. Cholewa, Wł. Giergiel – dla pokonanych Wrona.
- 24 października – Ministerstwo Oświecenia Publicznego i Propagandy Rzeszy wprowadziło dyrektywę zalecającą traktowanie Polaków jako podludzi[3].
- 26 października:
  - na podstawie dekretu Adolfa Hitlera z 12 października powstało Generalne Gubernatorstwo.
  - ZSRR przekazuje Litwie Wilno, które staje się stolicą Republiki Litewskiej.
- 27 października – Stefan Starzyński, przedwojenny Prezydent Warszawy, aresztowany przez Niemców.
- 28 października:
  - Wilno zostaje zajęte przez wojska litewskie.
  - W podtoruńskiej Barbarce Niemcy przeprowadzają pierwszą zbiorową egzekucję polskich więźniów, ginie 130 osób.
- 30 października – III Rzesza i Związek Radziecki dokonały ostatecznego podziału Polski.
- 5 listopada – wydanie pierwszego numeru Biuletynu Informacyjnego (organ prasowy Służby Zwycięstwu Polski).
- 6 listopada – rozpoczęła się Sonderaktion Krakau, skierowana przeciwko inteligencji krakowskiej.
- 7 listopada – Sikorski został mianowany Naczelnym Wodzem Wojska Polskiego i Generalnym Inspektorem Sił Zbrojnych.
- 9 listopada:
  - druga akcja pacyfikacyjna elity intelektualnej Krakowa, aresztowano około 120 osób (Zweite Sonderaktion Krakau).
  - rozpoczęła się akcja pacyfikacyjna elity intelektualnej Lublina – Sonderaktion Lublin.
  - rozpoczęła się akcja pacyfikacyjna elity intelektualnej Łodzi – Intelligenzaktion Litzmannstadt.
  - w Warszawie została założona Tajna Armia Polska.
- 11 listopada – aresztowanie profesorów Katolickiego Uniwersytetu Lubelskiego.
- 13 listopada – Służbę Zwycięstwu Polski przemianowano na Związek Walki Zbrojnej, późniejszą Armię Krajową.
- 18 listopada – podpisanie polsko-brytyjskiego układu morskiego.
- 21 listopada – Niemcy przekazali Słowacji 700 km² polskich terenów nadgranicznych.
- 22 listopada – siedziba polskich władz emigracyjnych przeniesiona z Paryża do Angers.
- 26 listopada – zatonął MS Piłsudski – polski statek pasażerski, transatlantyk.
- 1 grudnia:
  - weszło w życie zarządzenie władz okupacyjnych z 30 listopada 1939, nakazujące nosić wszystkim Żydom powyżej 10 roku życia przebywającym w Generalnym Gubernatorstwie, opaskę szerokości co najmniej 10 cm, z gwiazdą Dawida na prawym rękawie ubrania.
  - rozpoczął się marsz śmierci z Chełma do Hrubieszowa, w którego trakcie kawalerzyści SS zamordowali kilkuset Żydów.
- 8 grudnia – otwarto Kanał Gliwicki.
- 9 grudnia – w Paryżu powstała emigracyjna Rada Narodowa.
- 14 grudnia – w Bydgoszczy powstał pierwszy niemiecki teatr w okupowanej Polsce.
- 15 grudnia:
  - został zlikwidowany Uniwersytet Wileński.
  - powołano Bank Emisyjny w Polsce, instytucję emitującą pieniądze w Generalnym Gubernatorstwie.
- 17 grudnia – powołano Policję Polską Generalnego Gubernatorstwa (nazywaną od koloru mundurów – granatową).
- 18 grudnia – deklaracja polskich władz emigracyjnych, prezentująca cele wojny. Hitlerowcy rozstrzelali w Bochni 51 Polaków.
- 21 grudnia – na terenach zajętych przez ZSRR wycofano z obiegu złotego bez możliwości wymiany na nowo wprowadzonego rubla.
- 23 grudnia – hitlerowcy rozstrzelali w Lublinie 10 przedstawicieli miejscowej inteligencji i duchowieństwa.
- 24 grudnia – hitlerowcy spalili synagogę w Siedlcach.
- 25 grudnia – hitlerowcy spalili Nową Synagogę w Częstochowie.
- 26/27 grudnia – zbrodnia w Wawrze: w nocy pierwsza masowa egzekucja Polaków (Wawer pod Warszawą, zginęło 107 osób).

## Pozostałe wydarzenia na świecie
- 1 stycznia – założono przedsiębiorstwo Hewlett-Packard.
- 2 stycznia – Adolf Hitler został Człowiekiem Roku 1938 amerykańskiego tygodnika Time.
- 5 stycznia:
  - wizyta ministra Józefa Becka w alpejskiej siedzibie Hitlera w Berchtesgaden.
  - Amelia Earhart została oficjalnie uznana za martwą po jej zniknięciu.
- 6 stycznia:
  - niemiecki chemik Otto Hahn podał do publicznej wiadomości odkrycie rozpadu jądrowego.
  - Al Capone został przeniesiony z Alcatraz do więzienia o złagodzonym rygorze.
- 7 stycznia – wszedł do służby niemiecki pancernik Scharnhorst.
- 9 stycznia – we Francuskiej Akademii Nauk noblista Jean Perrin przedstawił publikację dotyczącą odkrycia pierwiastka chemicznego fransu przez Marguerite Perey.
- 13 stycznia:
  - Węgry przystąpiły do paktu antykominternowskiego.
  - Czarny Piątek: w australijskim stanie Wiktoria, 71 osób straciło życie w wyniku najgorszego w historii pożaru buszu.
- 14 stycznia – w wyniku pożaru buszu spłonęła miejscowość Seaham(inne języki) (Nowa Południowa Walia).
- 22 stycznia – w pierwszym w historii rozegranym w Paryżu towarzyskim meczu piłkarskim Francja pokonała Polskę 4:0.
- 24 stycznia – w wyniku trzęsienia ziemi w Chile zginęło 28 tysięcy ludzi.
- 25 stycznia – Refik Saydam został premierem Turcji.
- 26 stycznia – wojna domowa w Hiszpanii: wojska frankistowskie zdobyły Barcelonę.
- 27 stycznia – dokonano oblotu amerykańskiego myśliwca dalekiego zasięgu Lockheed P-38 Lightning.
- 30 stycznia – Adolf Hitler stwierdził w przemówieniu w Reichstagu, że w przypadku wybuchu nowej wojny światowej dojdzie do „unicestwienia rasy żydowskiej w Europie”.
- 2 lutego – w stoczni w holenderskim Vlissingen podniesiono polską banderę wojenną na okręcie podwodnym ORP „Orzeł”.
- 3 lutego – strzałokrzyżowcy wysadzili w powietrze Wielką Synagogę w Budapeszcie.
- 9 lutego – wojna domowa w Hiszpanii: wojska Generała Franco zajęły Majorkę.
- 10 lutego – wojna domowa w Hiszpanii: wojska frankistowskie zakończyły zwycięską ofensywę w Katalonii.
  - Zmarł Papież Pius XI
- 14 lutego – w stoczni w Hamburgu zwodowano niemiecki pancernik „Bismarck”.
- 15 lutego:
  - w Watykanie odbył się pogrzeb papieża Piusa XI. Spoczął on w podziemiach bazyliki św. Piotra. Polskę reprezentował na uroczystościach pogrzebowych wiceminister spraw zagranicznych Jan Szembek.
  - premiera filmu Dyliżans.
- 20 lutego – Hubert Pierlot został premierem Belgii.
- 23 lutego – odbyła się 11. ceremonia wręczenia Oscarów.
- 27 lutego – Francja i Wielka Brytania uznały hiszpański rząd Francisco Franco.
- 2 marca:
  - kardynał Eugenio Maria Giuseppe Giovanni Pacelli został obrany papieżem i przyjął imię Piusa XII.
  - w Czechosłowacji utworzono obozy koncentracyjne Lety i Hodonin.
- 4 marca – hiszpańska wojna domowa: broniące Madrytu oddziały republikańskie dokonały zamachu stanu skierowanego przeciwko komunistom i rządowi Juana Negrína.
- 7 marca – Armand Călinescu został premierem Rumunii.
- 10 marca – w Moskwie rozpoczął się XVIII Zjazd WKP(b). Józef Stalin wygłosił tzw. „kasztanową mowę”, w której zapowiedział zbliżenie radziecko-niemieckie.
- 12 marca – intronizacja papieża Piusa XII.
- 13 marca:
  - w Niemczech rozwiązano Ligę Pangermańską.
  - około stu członków ukraińskiej Siczy Karpackiej zginęło w starciu z wojskami czechosłowackimi w mieście Chust na Rusi Zakarpackiej.
- 14 marca – Słowacja proklamowała niepodległość i odłączyła się od Czech (rozpad Czechosłowacji).
- 15 marca:
  - Węgrzy wkroczyli na Ruś Zakarpacką.
  - wojska niemieckie wkroczyły do stolicy Czechosłowacji Pragi; aneksja Czech i Moraw.
- 16 marca – utworzono Protektorat Czech i Moraw.
- 20 marca – na podwórzu berlińskiej straży pożarnej spalono 1004 obrazy oraz 3825 grafik i akwareli uważanych za sztukę zdegenerowaną. Około 700 z nich było autorstwa niemieckiego ekspresjonisty Ericha Heckela.
- 22 marca – rząd Niemiec wymusił na Litwie odstąpienie Rzeszy obszaru Kłajpedy.
- 23 marca:
  - aneksja Kłajpedy przez III Rzeszę.
  - atakiem na Słowację Węgry rozpoczęły wojnę węgiersko-słowacką.
- 24 marca – Chorlogijn Czojbalsan został premierem Mongolii.
- 26 marca – ambasador RP w Berlinie Józef Lipski poinformował Joachima von Ribbentropa o odrzuceniu przez Polskę niemieckich żądań.
- 28 marca:
  - wojska generała Franco zajęły Madryt, wojna domowa w Hiszpanii dobiegała końca.
  - Jonas Černius został premierem Litwy.
- 31 marca:
  - Francja i Wielka Brytania udzieliły Polsce gwarancji bezpieczeństwa.
  - Włochy i San Marino zawarły układ o przyjaźni, dobrym sąsiedztwie i handlu.
- 1 kwietnia:
  - zakończyła się wojna domowa w Hiszpanii.
  - został zwodowany niemiecki pancernik Tirpitz.
- 2 kwietnia – minister spraw zagranicznych Józef Beck rozpoczął wizytę w Londynie.
- 3 kwietnia – niemieckie OKW przygotowało ostateczną wersję „Fall Weiss”.
- 4 kwietnia:
  - w Budapeszcie zawarto układ kończący wojnę węgiersko-słowacką.
  - w wypadku samochodowym zginął król Iraku Ghazi I. Na tronie zastąpił go 4-letni syn Fajsal II.
- 6 kwietnia – podczas wizyty Józefa Becka w Londynie wydano polsko-brytyjski komunikat o przekształceniu jednostronnych gwarancji brytyjskich dla Polski w gwarancje wzajemne.
- 7 kwietnia:
  - Włochy dokonały inwazji na Albanię.
  - Earle Page został premierem Australii.
- 11 kwietnia:
  - Adolf Hitler zatwierdził plan ataku na Polskę, określony mianem „Fall Weiss” (Wariant Biały).
  - Węgry wystąpiły z Ligi Narodów.
  - rozpoczęto niedokończoną budowę eksterytorialnej autostrady Wiedeń-Wrocław.
- 12 kwietnia:
  - parlament albański przegłosował pod naciskiem włoskich wojsk okupacyjnych detronizację Zoga I i zjednoczenie kraju z Włochami, oferując koronę królowi Wiktorowi Emanuelowi III.
  - Alberto Rey de Castro y Romaña został po raz drugi premierem Peru.
- 13 kwietnia:
  - Francja i Wielka Brytania zagwarantowały niezawisłość Rumunii.
  - premiera filmu Wichrowe Wzgórza.
- 14 kwietnia – w USA ukazała się powieść Grona gniewu Johna Steinbecka.
- 16 kwietnia – utworzono Królestwo Albanii pod włoskim protektoratem.
- 26 kwietnia:
  - Wielka Brytania: uchwalono powszechną służbę wojskową.
  - niemiecki pilot Fritz Wendel ustanowił rekord prędkości (755,138 km/h) na specjalnie do tego celu skonstruowanym samolocie Messerschmitt Me 209.
  - Robert Menzies został premierem Australii.
- 28 kwietnia – w czasie przemówienia w Reichstagu Adolf Hitler otwarcie ogłosił plany pozyskania przez Niemcy „przestrzeni życiowej” na wschodzie oraz wypowiedział traktat morski Wielkiej Brytanii.
- 30 kwietnia – w Nowym Jorku otwarto Wystawę Światową.
- 3 maja:
  - otwarcie pawilonu polskiego w czasie Wystawy Światowej w Nowym Jorku.
  - Przewodniczący Rady Komisarzy Ludowych ZSRR Wiaczesław Mołotow zastąpił Maksima Litwinowa na stanowisku komisarza spraw zagranicznych.
  - w Indiach powstała lewicowo-nacjonalistyczna partia polityczna All India Forward Bloc.
- 4 maja – we francuskim dzienniku „J’Oevre” ukazał się niechętny Polsce artykuł pt. „Umrzeć za Gdańsk” (Mourir pour Danzig) autorstwa Marcela Deata, filozofa i zwolennika faszyzmu.
- 11 maja – radziecko-japońskie walki graniczne: rozpoczęła się bitwa nad Chałchin-Goł.
- 14 maja – Lina Medina w wieku 5 lat, 7 miesięcy i 21 dni została najmłodszą matką w historii medycyny.
- 16 maja – wielka czystka w ZSRR: pisarz Isaak Babel został aresztowany pod zarzutami o trockizm, terroryzm i szpiegostwo.
- 17 maja – w wyniku nacisków strony arabskiej Wielka Brytania ogłosiła tzw. Białą Księgę, zezwalającą na przyjazd zaledwie 15 tys. osadników żydowskich do Palestyny w ciągu 5 lat.
- 19 maja – w Paryżu podpisano protokół o natychmiastowej pomocy francuskich sił zbrojnych w wypadku agresji Niemiec na Polskę.
- 22 maja – Niemcy i Włochy podpisały tzw. pakt stalowy.
- 23 maja:
  - Adolf Hitler wygłosił tego dnia poufne przemówienie do wyższych dowódców: „Nie chodzi o Gdańsk. Chodzi o rozszerzenie przestrzeni życiowej i wyżywienie. Stanowisko Polski wobec bolszewizmu jest wątpliwe. Dlatego Polska jest wątpliwą barierą od strony Rosji. Odpada zatem pogląd, by Polskę oszczędzić, i pozostaje decyzja: zaatakować Polskę przy pierwszej lepszej sposobności”.
  - amerykański okręt podwodny USS „Squalus” zatonął u wybrzeży New Hampshire podczas próbnego zanurzenia; zginęło 24 marynarzy i 2 cywilnych techników, a 32 marynarzy i jednego cywila uratowano.
- 24 maja – dokonano oblotu włoskiego myśliwca Reggiane Re.2000.
- 1 czerwca – dokonano oblotu niemieckiego myśliwca Focke-Wulf Fw 190.
- 7 czerwca – III Rzesza zawarła w Berlinie pakty o nieagresji z Estonią i Łotwą.
- 16 czerwca – w Helsinkach, Fin Taisto Mäki ustanowił rekord świata w biegu na 5000 m wynikiem 14.08,8 s.
- 17 czerwca – w Wersalu odbyła się ostatnia publiczna egzekucja we Francji. Na gilotynie został ścięty działający we Francji niemiecki seryjny morderca Eugène Weidmann.
- 23 czerwca – węgierski parlament formalnie zatwierdził aneksję Zakarpacia.
- 29 czerwca – na podstawie porozumienia francusko-tureckiego Państwo Hatay zostało przyłączone do Turcji.
- 15 lipca – w Mediolanie, Niemiec Rudolf Harbig ustanowił rekord świata w biegu na 800 m wynikiem 1.46,6 s.
- 23 lipca – w Garmisch-Partenkirchen, Włoszka Claudia Testoni ustanowiła rekord świata w biegu płotkarskim na 80 m wynikiem 11,3 s.
- 24 lipca – premier Węgier Pál Teleki wystosował list do rządu polskiego z zapewnieniem, że w razie wojny polsko-niemieckiej Węgry nie wystąpią przeciw Polsce.
- 11 sierpnia – Laurence Steinhardt został ambasadorem USA w ZSRR.
- 12 sierpnia – we Frankfurcie nad Menem, Niemiec Rudolf Harbig ustanowił rekord świata w biegu na 400 m wynikiem 46,0 s.
- 13 sierpnia – dokonano oblotu brytyjskiego samolotu wielozadaniowego Vickers Warwick.
- 23 sierpnia – ZSRR i III Rzesza podpisały pakt o nieagresji, tzw. Pakt Ribbentrop-Mołotow.
- 24 sierpnia – oficjalna prezentacja niemieckiego samolotu Heinkel He-178, pierwszego samolotu z silnikiem turboodrzutowym.
- 25 sierpnia:
  - do Gdańska pod pretekstem kurtuazyjnej wizyty wszedł niemiecki szkolny okręt liniowy „Schleswig-Holstein”.
  - w Londynie został podpisany polsko-brytyjski układ sojuszniczy.
- 26 sierpnia – porozumienie Cvetković-Maček postanowiło o utworzeniu w Królestwie Jugosławii autonomicznej Banowiny Chorwacji o szerokim zakresie samorządu.
- 27 sierpnia – dokonano oblotu pierwszego samolotu z napędem turboodrzutowym, niemieckiego He-178.
- 31 sierpnia – ok. 20:00 rozpoczęła się prowokacja gliwicka.
- 1 września – początek II wojny światowej.
- 1 września:
  - wojska niemieckie i słowackie napadły bez wypowiedzenia wojny na terytoria polskie, rozpoczynając II wojnę światową – kampanię wrześniową; prezydent Ignacy Mościcki wprowadził na terytorium całego państwa stan wojenny.
  - wojska niemieckie zajęły obszar Wolnego Miasta Gdańska.
  - komisarz Ligi Narodów, Carl Jacob Burckhard, opuścił ze swoją komisją Gdańsk.
  - Adolf Hitler powołał Alberta Forstera na szefa zarządu cywilnego dla obszaru Wolnego Miasta Gdańska.
  - w Olsztynie uruchomiono komunikację trolejbusową.
  - Norwegia, Szwecja, Finlandia i Szwajcaria ogłosiły neutralność.
- 2 września:
  - założenie przez Niemców obozu koncentracyjnego w Stutthofie.
  - Hiszpania i Irlandia ogłosiły neutralność.
- 3 września:
  - Francja, Wielka Brytania, Nowa Zelandia i Australia wypowiedziały wojnę III Rzeszy;
  - Jugosławia i Belgia ogłosiły neutralność.
- 4 września:
  - Japonia ogłosiła neutralność.
  - Nepal wypowiedział wojnę III Rzeszy.
- 5 września – Stany Zjednoczone ogłosiły neutralność w wojnie.
- 6 września – RPA wypowiedziała wojnę Niemcom.
- 7 września – radio BBC nadało pierwszą audycję w języku polskim.
- 10 września – Kanada wypowiedziała wojnę Niemcom.
- 12 września – na konferencji aliantów w Abbeville we Francji zatwierdzono decyzję o niepodejmowaniu w 1939 roku ofensywy przeciwko III Rzeszy[4][5].
- 16 września – radziecko-japońskie walki graniczne: trwająca od 11 maja bitwa nad Chałchin-Goł zakończyła się zwycięstwem Armii Czerwonej.
- 17 września – fiński długodystansowiec Taisto Mäki, jako pierwszy lekkoatleta w historii, pokonał dystans 10 000 m w czasie poniżej 1/2 godz. (wynik: 29.52,6 s.).
- 21 września – w Bukareszcie rumuński premier Armand Călinescu został zastrzelony przez zamachowca z Żelaznej Gwardii.
- 23 września:
  - do obozu koncentracyjnego w Ravensbrück przybył pierwszy transport Polek.
  - Wystawa Światowa w Nowym Jorku: zapięczetowano kapsułę czasu zawierającą min. 1100 mikrofilmów. Kapsuła ma zostać otwarta w 6939 roku.
- 28 września – w Moskwie podpisano niemiecko-radziecki układ graniczny, zmieniający przebieg granicy po zajęciu Polski. Do układu załączono trzy protokoły: jeden poufny i dwa tajne. Granica biegła wzdłuż rzek Pisa, Narew, Bug, Wisłoka i San.
- 30 września – w Paryżu generał Władysław Sikorski objął tekę premiera Rządu RP na uchodźstwie.
- 15 października – otwarto Port lotniczy Nowy Jork-LaGuardia.
- 18 października – na podstawie wymuszonych paktów o wzajemnej pomocy Armia Czerwona wkroczyła do Estonii.
- 20 października – premiera filmu Flip i Flap w Legii Cudzoziemskiej.
- 23 października – dokonano oblotu samolotu bombowo-torpedowego Mitsubishi G4M.
- 25 października – konferencja przedstawicieli lotnictwa Francji, Wielkiej Brytanii i Polski, podpisano memorandum, według którego Wielka Brytania miała przyjąć 300 polskich członków personelu latającego i 2000 osób personelu technicznego i pomocniczego (do końca grudnia 1939 do Francji przedostało się ponad 8 tys. polskich lotników).
- 26 października – Jozef Tiso został prezydentem Republiki Słowackiej.
- 28 października – Zgromadzenie Narodowe Białorusi Zachodniej w Białymstoku postanowiło wystąpić z wnioskiem do Rady Najwyższej ZSRR o przyłączenie części ziem polskich II Rzeczypospolitej do Białoruskiej Socjalistycznej Republiki Radzieckiej.
- 4 listopada:
  - prezydent USA Franklin Delano Roosevelt podpisał ustawę Cash and carry, pozwalającą państwom prowadzącym wojnę na zakup amerykańskiej broni za gotówkę i przewóz jej na własnych statkach.
  - pojawił się pierwszy na świecie samochód z klimatyzacją – Packard. Opcja kosztowała 274 $ i – z powodu przystąpienia USA do wojny – była dostępna tylko przez 2 lata. Klimatyzacja wróciła do aut ponownie dopiero w 1953.
- 8 listopada:
  - w Monachium miał miejsce nieudany zamach bombowy na Adolfa Hitlera.
  - z holenderskiego miasteczka Venlo, nad granicą z Niemcami, po zwabieniu podstępem, zostali uprowadzeni przez funkcjonariuszy niemieckiej służby bezpieczeństwa Sicherheitsdienst dwaj wysocy oficerowie brytyjskiego wywiadu MI6: kpt. S. Payne Best oraz mjr H. R. Stevens.
- 17 listopada – Paryż: powstał czechosłowacki rząd emigracyjny.
- 19 listopada – dokonano oblotu ciężkiego bombowca Heinkel He 177.
- 20 listopada – rząd niemiecki wycofał zgodę na ochronę przez Szwecję polskich interesów na terenie III Rzeszy.
- 24 listopada – założono linie lotnicze British Overseas Airways Corporation.
- 26 listopada:
  - incydent w Mainila – artyleria Armii Czerwonej ostrzelała wieś Mainila położonej na terytorium ZSRR niedaleko granicy fińsko-sowieckiej. Sowieci obciążyli tym Finów, zyskując casus belli przeciwko Finlandii. ZSRR wypowiedział Finlandii pakt o nieagresji, co było wstępem do rozpoczęcia tzw. wojny zimowej.
  - w okolicach Newcastle zatonął transatlantyk MS Piłsudski.
- 29 listopada – Rada Najwyższa ZSRR wydała dekret o przymusowym nadaniu obywatelstwa radzieckiego „byłym obywatelom polskim”.
- 30 listopada – Armia Czerwona dokonała inwazji na Finlandię, co rozpoczęło wojnę zimową. Lotnictwo sowieckie zbombardowało miasta fińskie, w tym Helsinki.
- 1 grudnia:
  - Heinrich Himmler, Reichsführer SS, zarządził deportacje wszystkich Żydów do obozów koncentracyjnych w Polsce.
  - utworzono Biuro Uzupełnień Waffen-SS.
  - w Paryżu założono Polski Uniwersytet na Obczyźnie.
  - w Terijoki, na pierwszym okupowanym przez Armię Czerwoną skrawku terytorium Finlandii proklamowano utworzeni marionetkowej Fińskiej Republiki Demokratycznej.
- 2 grudnia – otwarto Port lotniczy Nowy Jork-LaGuardia.
- 7 grudnia – Wojna zimowa: rozpoczęła się bitwa pod Suomussalmi.
- 9 grudnia – w Paryżu, dekretem Prezydenta RP Władysława Raczkiewicza została ustanowiona Rada Narodowa Rzeczypospolitej Polskiej – organ konsultacyjny i opiniodawczy rządu RP na uchodźstwie, namiastka parlamentu.
- 12 grudnia – Wojna zimowa: zwycięstwo wojsk fińskich w bitwie koło Tolvajärvi.
- 13 grudnia – bitwa o Atlantyk: morska bitwa u ujścia La Platy.
- 14 grudnia – po napaści na Finlandię ZSRR został wykluczony z Ligi Narodów.
- 15 grudnia – odbyła się premiera Przeminęło z wiatrem.
- 17 grudnia – niemiecki krążownik ciężki „Admiral Graf Spee” dokonał, w wyniku akcji dezinformacyjnej brytyjskiego wywiadu, samozatopienia na redzie portu Montevideo.
- 20 grudnia – dokonano oblotu samolotu szturmowego Ił-2.
- 22 grudnia – na dworcu kolejowym w Genthin zderzyły się dwa pociągi, zginęło 196 osób. Tego samego dnia na linii Bodenseegürtelbahn, między Markdorf a Kluftern pociąg towarowy zderzył się z pasażerskim, w wyniku czego zginęło 101 osób. Był to najgorszy dzień w historii niemieckiego kolejnictwa.
- 26 grudnia – ponad 30 tys. osób zginęło w wyniku trzęsienia ziemi w tureckim mieście Erzincan.
- 29 grudnia – dokonano oblotu amerykańskiego bombowca Consolidated B-24 Liberator.
- 31 grudnia:
  - odbył się pierwszy Koncert noworoczny Filharmoników Wiedeńskich.
  - Edward Adelbert Doisy wyodrębnił (niezależnie od C.P.H. Dama i P. Karrera) witaminy K1 i K2.

## Urodzili się
- 1 stycznia:
  - Svetlana Makarovič, słoweńska poetka
  - Michèle Mercier, francuska aktorka
  - Phil Read, brytyjski kierowca wyścigowy (zm. 2022)
  - Alicja Stoksik, polska malarka (zm. 2011)
  - Ludwik Tomiałojć, polski zoolog (zm. 2020)
- 3 stycznia – Joanna Papuzińska, polska pisarka
- 4 stycznia:
  - Joseph Bonnel, francuski piłkarz, trener (zm. 2018)
  - Jens Jørgen Hansen, duński piłkarz, trener (zm. 2022)
  - Philippe Monfils, waloński i belgijski polityk
  - Wieniamin Sołdatienko, rosyjski lekkoatleta, chodziarz (zm. 2023)
  - Włodzimierz Zawadzki, polski fizyk teoretyk, poeta, prozaik (zm. 2021)
- 5 stycznia:
  - Piro Milkani, albański operator, scenarzysta i reżyser filmowy (zm. 2025)
  - Guillermo Lorenzo, argentyński piłkarz
  - Anna Parzymies, polska arabistka
  - Margaretha af Ugglas, szwedzka dziennikarka, polityk
  - Danuta Zachariasiewicz, polska pływaczka (zm. 2018)
- 6 stycznia:
  - Murray Rose, australijski pływak (zm. 2012)
  - Francesco Pio Tamburrino, włoski duchowny katolicki
  - Andrzej Śliwiński, polski duchowny katolicki, biskup elbląski (zm. 2009)
- 7 stycznia – Iwan Radułow, bułgarski szachista
- 8 stycznia:
  - Kazimierz Frankiewicz, polsko-amerykański piłkarz, trener
  - Carolina Herrera, wenezuelska projektantka mody
  - Mel Read, amerykańska polityk
  - Władysław Wróblewski, polski architekt wnętrz, pedagog
- 9 stycznia – Kiko Argüello, meksykański malarz
- 10 stycznia:
  - David Horowitz(inne języki), amerykański pisarz pochodzenia żydowskiego (zm. 2025)
  - Mario Liverani, włoski historyk, archeolog
  - Scott McKenzie, amerykański piosenkarz (zm. 2012)
  - Bill Toomey, amerykański lekkoatleta, wieloboista
- 11 stycznia:
  - Tetsuya Chiba, japoński mangaka
  - Anne Heggtveit, kanadyjska narciarka alpejska
  - Jerzy Piórecki, polski biolog
  - Richard Posner, amerykański prawnik pochodzenia żydowskiego
- 12 stycznia:
  - Arkadiusz Bazak, polski aktor
  - Jacques Hamelink, holenderski prozaik, poeta, krytyk literacki (zm. 2021)
  - Grażyna Hase, polska projektantka mody
  - Aaron Polliack, izraelski hematolog
  - Wiesława Tomaszewska, polska brydżystka (zm. 2006)
- 13 stycznia:
  - Andrzej Adamski, polski szachista
  - Janina Gawrysiak, polska historyk, archiwistka, nauczyciel akademicki
  - Jacek Gmoch, polski piłkarz, trener
- 14 stycznia:
  - Ute Starke, niemiecka gimnastyczka
  - Liliana Urbańska, polska piosenkarka
- 15 stycznia:
  - Per Ahlmark, szwedzki polityk (zm. 2018)
  - Don Kojis, amerykański koszykarz (zm. 2021)
  - Krystyna Krupa, polska siatkarka
  - Alfonso Milián Sorribas, hiszpański duchowny katolicki, biskup Barbastro-Monzón (zm. 2020)
  - Agustín Gómez-Arcos, hiszpański pisarz (zm. 1998)
- 16 stycznia:
  - Ralph Gibson, amerykański fotografik
  - Lothar Metz, niemiecki zapaśnik (zm. 2021)
  - Roman Micał, polski hokeista na trawie, trener i sędzia hokeja na trawie (zm. 2021)
  - Wacław Paleta, polski koszykarz, działacz klubowy (zm. 2009)
  - Jean Van Hamme, belgijski pisarz, scenarzysta komiksowy i filmowy
- 17 stycznia:
  - Christodoulos I, arcybiskup Aten, zwierzchnik greckiego kościoła prawosławnego (zm. 2008)
  - Antoni Nieroba, polski piłkarz (zm. 2021)
- 18 stycznia:
  - Andrzej Grygołowicz, polski siatkarz, trener, działacz sportowy
  - Wołodymyr Stelmach, ukraiński ekonomista, polityk
- 19 stycznia:
  - Zdzisław Kabza, polski energetyk
  - Stanisław Moskwin, rosyjski kolarz torowy
  - Rudolf Streicher, austriacki inżynier, menedżer, polityk
- 20 stycznia:
  - Krystyna Mazurówna, polska tancerka i choreograf
  - Chandra Wickramasinghe, brytyjski astronom
- 21 stycznia:
  - Friedel Lutz, niemiecki piłkarz (zm. 2023)
  - Edward Ozimek, polski fizyk, akustyk (zm. 2021)
  - Anna Polony, polska aktorka
- 22 stycznia:
  - Dermot Clifford, irlandzki duchowny katolicki, arcybiskup Cashel-Emly
  - Alfredo Palacio, ekwadorski polityk (zm. 2025)
- 23 stycznia:
  - Sonny Chiba, japoński aktor (zm. 2021)
  - Kazimierz Flaga, polski naukowiec
  - Siergiej Kara-Murza, rosyjski chemik, historyk, filozof polityczny, socjolog
  - Krzysztof Okoń, polski wiolonczelista, malarz i rzeźbiarz
  - Eric R. Pianka, amerykański biolog (zm. 2022)
  - Fred Wah, kanadyjski poeta
- 24 stycznia:
  - Renate Garisch-Culmberger, niemiecka lekkoatleta, kulomiotka (zm. 2023)
  - Joseph Vilsmaier, niemiecki reżyser filmowy (zm. 2020)
- 25 stycznia:
  - Barbara Baryżewska, polska aktorka (zm. 2019)
  - Carlito Cenzon, filipiński duchowny katolicki, biskup Baguio (zm. 2019)
  - Robert M.W. Dixon, brytyjski językoznawca
- 27 stycznia:
  - Ryszard Niemiec, polski dziennikarz (zm. 2023)
  - Jan Roszkowski, polski polityk
  - Patricia Rawlings, brytyjska działaczka społeczna, polityk
- 29 stycznia:
  - Józef Gawliczek, polski kolarz
  - Germaine Greer, australijska pisarka, dziennikarka i wykładowca uniwersytecki
  - Hans-Joachim Hecht, niemiecki szachista
  - Jesús Moliné Labarta, hiszpański duchowny katolicki, biskup Chiclayo
- 30 stycznia:
  - Alberto Suárez Inda, meksykański duchowny katolicki, arcybiskup Morelii, kardynał
  - Frank Rudolph Wolf, amerykański prawnik, polityk
  - Maria Zajączkowska, polska polityk, posłanka na Sejm I i II kadencji
- 31 stycznia:
  - Gizela Niedurny, polska gimnastyczka
  - Gilberto Rodríguez Orejuela, kolumbijski przestępca, baron narkotykowy (zm. 2022)
- 1 lutego:
  - Bożena Haglauer, polska koszykarka
  - Joe Sample, amerykański pianista (zm. 2014)
  - Andrzej Towpik, polski urzędnik państwowy i dyplomata
- 2 lutego:
  - Zbigniew Kamiński, polski polityk i ekonomista
  - Skënder Kamberi, albański malarz
  - Marcin Libicki, polski polityk konserwatywny
  - Desmond O’Malley, irlandzki polityk i prawnik, parlamentarzysta i minister (zm. 2021)
  - Sirkka Turkka, fińska poetka i pisarka (zm. 2021)
- 3 lutego: 
  - Michael Cimino, amerykański reżyser i scenarzysta filmowy (zm. 2016)
  - Pentti Nikula, fiński lekkoatleta
- 4 lutego – Andrzej Stanisław Barczak, polski ekonomista (zm. 2019)
- 5 lutego – Jack Yerman, amerykański lekkoatleta, sprinter
- 6 lutego:
  - Mike Farrell, amerykański aktor
  - Aleksandra Górska, polska aktorka
  - Janina Januszewska-Skreiberg, polska dziennikarka i pisarka, popularyzatorka sztuki polskiej i norweskiej (zm. 2025)
- 7 lutego: 
  - Ewa Krzyżewska, polska aktorka (zm. 2003)
  - Władimir Tarasow, rosyjski twórca filmów animowanych
- 8 lutego:
  - Ryszard Niewodowski, polski koszykarz (zm. 2023)
  - Stefan Nowak, polski polityk, poseł na Sejm RP IV kadencji (zm. 2025)
  - Egon Zimmermann, austriacki narciarz (zm. 2019)
- 9 lutego:
  - Janet Suzman, południowoafrykańska aktorka
  - Primo Zamparini, włoski bokser (zm. 2024)
- 10 lutego:
  - Jan Bogutyn, polski menedżer
  - Adrienne Clarkson, kanadyjska dziennikarka i działaczka chińskiego pochodzenia, Gubernator generalny Kanady
  - Lech Pruchno-Wróblewski, polski polityk, poseł na Sejm RP (zm. 2005)
  - Peter Purves, angielski aktor i prezenter telewizyjny
  - Kazimierz Ryczan, polski biskup katolicki (zm. 2017)
  - Władysław Jan Żmuda, polski piłkarz, trener
- 11 lutego:
  - Rudolf Chmel, słowacki literaturoznawca, polityk, dyplomata
  - Brygida Dziuba, polska gimnastyczka sportowa
  - Gerry Goffin, amerykański autor tekstów piosenek (zm. 2014)
  - Mariola Ruszczyńska, polska szybowniczka (zm. 2019)
  - Jane Yolen, amerykańska poetka i pisarka
- 12 lutego:
  - Ja’el Dajan, izraelska polityk, działaczka społeczna i pisarka (zm. 2024)
  - Ray Manzarek, amerykański muzyk polskiego pochodzenia, pianista zespołu The Doors (zm. 2013)
  - Edwin Ozolin, rosyjski lekkoatleta, sprinter, wicemistrz olimpijski
- 13 lutego:
  - Beate Klarsfeld, niemiecka dziennikarka
  - Andrew Peacock, australijski polityk (zm. 2021)
- 14 lutego:
  - Johanna Dohnal, austriacka polityk (zm. 2010)
  - Eugene Fama, amerykański ekonomista, laureat Nagrody Nobla
- 15 lutego:
  - Ole Ellefsæter, norweski biegacz narciarski, dwukrotny mistrz olimpijski (zm. 2022)
  - William Van Horn, amerykański rysownik
- 16 lutego:
  - Sergio Bianchetto, włoski kolarz
  - Władysław Kandefer, polski polityk, poseł na Sejm RP (zm. 2005)
  - Czesław Niemen, polski muzyk (zm. 2004)
- 17 lutego:
  - Jan Suchowacki, polski ekonomista, samorządowiec, polityk
  - Božena Valužienė, litewska chemik, polityk
- 18 lutego – Marek Janowski, niemiecki dyrygent polskiego pochodzenia
- 19 lutego:
  - Alfredo Bryce Echenique, peruwiański pisarz
  - Jan Junger, polski taternik, alpinista i andynista (zm. 2005)
- 20 lutego:
  - Antonina Girycz, polska aktorka (zm. 2022)
  - Ryszard Marek Groński, polski pisarz (zm. 2018)
  - Kazimierz Głazek, polski matematyk, taternik, alpinista i himalaista (zm. 2005)
  - Józef Robakowski, polski artysta multimedialny
- 21 lutego:
  - Zdzisław Fortuniak, polski duchowny katolicki, biskup
  - Zbigniew Maciej Gliwicz, polski hydrobiolog (zm. 2024)
  - Paul Westhead, amerykański trener koszykarski
- 22 lutego – Heinrich Pfeiffer, niemiecki jezuita i historyk sztuki (zm. 2021)
- 23 lutego:
  - Marek Demiański, polski fizyk, astronom
  - Josef Feistmantl, austriacki saneczkarz (zm. 2019)
  - Lee Shaffer, amerykański koszykarz
  - Jan Tyszkiewicz, polski historyk
- 24 lutego:
  - Tim Gerresheim, niemiecki szermierz
  - John Neumeier, amerykański tancerz baletowy
  - Bolesław Żuk, polski zootechnik
- 25 lutego – Gerald Murnane, australijski pisarz
- 26 lutego:
  - Józef Kozioł, polski ekonomista i polityk (zm. 2023)
  - Trevor Watts, angielski saksofonista jazzowy
  - Chuck Wepner, amerykański bokser
- 27 lutego
  - Don McKinnon, nowozelandzki polityk
  - Kenzō Takada, japoński projektant mody (zm. 2020)
- 28 lutego:
  - Józef Gałeczka, polski piłkarz i trener (zm. 2021)
  - Witold Góralski, polski prawnik
  - Liesel Jakobi, niemiecka lekkoatletka, sprinterka i skoczkini w dal
  - Jarosław Śliwiński, polski polityk i działacz związkowy
  - Daniel C. Tsui, amerykański fizyk chińskiego pochodzenia, laureat Nagrody Nobla
  - Tommy Tune, amerykański tancerz, aktor, reżyser i choreograf
- 1 marca – Leo Brouwer, kubański kompozytor, gitarzysta i dyrygent
- 2 marca – Jean-Pierre Chevènement, francuski polityk
- 3 marca:
  - Wiktor Dłuski, polski tłumacz, publicysta
  - Włodzimierz Kirszner, polski fotoreporter (zm. 1991)
  - Ariane Mnouchkine, francuska scenarzystka, reżyserka teatralna i filmowa
  - Witold Rużyłło, polski kardiolog
  - Robert Shaye, amerykański reżyser i producent filmowy
  - Edward Surówka, polski koszykarz, sędzia, trener i działacz koszykarski
- 5 marca:
  - Samantha Eggar, brytyjska aktorka
  - Judy Grinham, brytyjska pływaczka
- 6 marca:
  - Kit Bond, amerykański polityk, senator ze stanu Missouri (zm. 2025)
  - Peter Glotz, niemiecki socjolog, działacz Związku Wypędzonych (zm. 2005)
- 7 marca:
  - Adolf Juzwenko, polski historyk, doktor nauk humanistycznych
  - Ołeksandr Tkaczenko, ukraiński polityk (zm. 2024)
- 8 marca:
  - Lidia Chmielnicka-Żmuda, polska siatkarka, trenerka (zm. 2002)
  - Abdusałam Gusiejnow, rosyjski filozof
  - Aleksandër Meksi, albański polityk, premier Albanii
  - Lidija Skoblikowa, rosyjska łyżwiarka szybka
- 9 marca:
  - Malcolm Bricklin, amerykański przedsiębiorca samochodowy
  - Niklas Frank, niemiecki pisarz, syn Hansa Franka
- 10 marca:
  - Irina Press, rosyjska lekkoatletka, płotkarka (zm. 2004)
  - Stanisław Radwan, polski reżyser, scenarzysta i kompozytor (zm. 2023)
  - Andrzej Szalewicz, polski działacz sportowy
- 11 marca:
  - Mirosława Marcheluk, polska aktorka (zm. 2025)
  - Janina Piórko, polska lekkoatletka, sprinterka
  - Orlando Quevedo, filipiński duchowny katolicki
  - John Henry, brytyjski toksykolog (zm. 2007)
- 12 marca – Andrzej Dominiak, polski pięcioboista (zm. 2023)
- 13 marca:
  - Marcin Chrzanowski, polski inżynier
  - Jürgen Goertz, niemiecki rzeźbiarz
  - Neil Sedaka, amerykański piosenkarz
- 14 marca:
  - Pilar Bardem, hiszpańska aktorka (zm. 2021)
  - Bertrand Blier, francuski scenarzysta i reżyser filmowy (zm. 2025)
  - Yves Boisset, francuski reżyser i scenarzysta (zm. 2025)
  - Stawros Ksarchakos, grecki kompozytor
  - Jerzy Surdykowski, polski pisarz
- 15 marca – Ted Kaufman, amerykański polityk, senator ze stanu Delaware
- 16 marca:
  - Carlos Bilardo, piłkarz argentyński
  - Ramon Villena, filipiński duchowny katolicki
- 17 marca:
  - Bill Graham, kanadyjski polityk (zm. 2022)
  - Robin Knox-Johnston, brytyjski żeglarz
  - Adam Lepa, polski duchowny katolicki, biskup pomocniczy łódzki (zm. 2022)
  - Kazimierz Sobczyk, polski matematyk (zm. 2017)
  - Giovanni Trapattoni, włoski trener i piłkarz
- 18 marca:
  - Ron Atkinson, angielski piłkarz, trener
  - Gérard Hausser, francuski piłkarz
  - Edward Pyziołek, polski lekarz, senator RP
- 19 marca:
  - Jacek Baranowski, polski fizyk
  - Józef Ciągwa, polski prawnik
  - Wojciech Góralski, polski duchowny katolicki
  - Edward Kusztal, polski aktor (zm. 2016)
  - Hilário Rosário da Conceição, portugalski piłkarz, trener pochodzenia mozambickiego
- 20 marca:
  - Brian Mulroney premier Kanady (zm. 2024)
  - Zenon Kowalowski, polski kompozytor, pedagog
  - Janusz Sowiński, polski filolog (zm. 2015)
- 21 marca:
  - Delfina Ambroziak, polska śpiewaczka operowa (sopran) (zm. 2024)
  - Procópio Cardoso, brazylijski piłkarz, trener
  - Martha Hudson, amerykańska lekkoatletka, sprinterka
- 23 marca:
  - Robin Herd, brytyjski inżynier, projektant i biznesmen (zm. 2019)
  - Jochen Neerpasch, niemiecki menedżer i kierowca wyścigowy
  - Terry Paine, angielski piłkarz
- 24 marca – Wiktor Wysoczański, polski duchowny polskokatolicki, biskup, zwierzchnik Kościoła Polskokatolickiego w RP (zm. 2023)
- 25 marca:
  - Juan Alves, argentyński kolarz (zm. 2009)
  - Regina Pisarek, polska piosenkarka (zm. 1998)
  - Henryk Słonina, polski polityk, samorządowiec, prezydent Elbląga (zm. 2020)
  - Ryszard Żuberek(inne języki), polski fizyk
- 26 marca:
  - Guram Doczanaszwili, gruziński pisarz, archeolog, etnograf (zm. 2021)
  - Giovanni Graber, włoski saneczkarz (zm. 2024)
- 27 marca:
  - Lawrence Brandt, amerykański duchowny katolicki, biskup Greensburga (zm. 2025)
  - Jay Kim, amerykański polityk pochodzenia koreańskiego
  - Andrzej Nebeski, polski perkusista, pianista, członek zespołów: Niebiesko-Czarni, Polanie, ABC i Old Stars
  - Cale Yarborough, amerykański kierowca wyścigowy, przedsiębiorca (zm. 2023)
- 28 marca:
  - Dov Frohman, izraelski elektryk i menedżer
  - Jerzy Porębski, polski pieśniarz, wykonawca szant, publicysta, rybak, żeglarz (zm. 2021)
  - Carl-Dieter Spranger, niemiecki polityk, prawnik i samorządowiec
- 29 marca: 
  - Terence Hill, włoski aktor, reżyser, scenarzysta i producent filmowy
  - Kent Mitchell, amerykański wioślarz (sternik)
- 30 marca:
  - Donald Adamson, brytyjski historyk, krytyk literacki, biograf, tłumacz (zm. 2024)
  - Stefan Cichy, polski duchowny katolicki
  - Robert Herbin, piłkarz francuski (zm. 2020)
  - Krystyna Kołodziejczyk, polska aktorka (zm. 2021)
  - Claudette Masdammer, gujańska lekkoatletka, skoczkini w dal i sprinterka (zm. 2013)
- 31 marca:
  - Zwiad Gamsachurdia, gruziński polityk, pierwszy wybrany w wolnych wyborach prezydent Gruzji (zm. 1993)
  - Tim Graham, brytyjski lekkoatleta
  - Volker Schlöndorff, niemiecki reżyser
  - Karl-Heinz Schnellinger, niemiecki piłkarz (zm. 2024)
  - Edward Spyrka, polski kompozytor
- 1 kwietnia:
  - Józef Grudzień, polski bokser (zm. 2017)
  - Mechteld de Jong, holenderska polityk
  - Ali MacGraw, amerykańska aktorka
- 2 kwietnia:
  - Marvin Gaye, amerykański piosenkarz (zm. 1984)
  - Anthony Lake(inne języki), amerykański dyplomata i polityk
  - Óscar López, kolumbijski piłkarz (zm. 2005)
  - Bronisław Zeman, polski reżyser i scenarzysta
- 3 kwietnia:
  - György Jovánovics, węgierski rzeźbiarz
  - Paul Craig Roberts, amerykański ekonomista
- 4 kwietnia:
  - Darlene Hooley, amerykańska nauczycielka i polityk
  - Ernie Terrell, amerykański bokser (zm. 2014)
- 5 kwietnia:
  - Hajdar Abu Bakr al-Attas, jemeński polityk, przewodniczący Prezydium Najwyższego Zgromadzenia Ludowego Jemenu Południowego, pierwszy premier Jemenu
  - Miguel Angel Aguilar Miranda, ekwadorski duchowny katolicki, ordynariusz polowy Ekwadoru (zm. 2025)
  - Hannes Farnleitner, austriacki prawnik, polityk, działacz gospodarczy
- 6 kwietnia:
  - Eugeniusz Faber, polski piłkarz (zm. 2021)
  - Olga Lipińska, polska reżyser, scenarzystka i satyryk
  - Jadwiga Marko-Książek, polska siatkarka (zm. 2019)
  - Monique Stalens, francuska aktorka
- 7 kwietnia:
  - Marek Budzyński, polski architekt i urbanista
  - Francis Ford Coppola, reżyser i scenarzysta amerykański
  - Vaçe Zela, albańska aktorka i piosenkarka (zm. 2014)
- 8 kwietnia:
  - Edwin O’Brien, amerykański duchowny katolicki, kardynał
  - Ángel Rubio Castro, hiszpański duchowny katolicki, biskup Segowii
- 9 kwietnia:
  - Theotonius Gomes, banglijski duchowny katolicki, biskup pomocniczy Dhaki
  - Antoine Scopelliti, włoski duchowny katolicki, biskup Ambatondrazaki (zm. 2023)
  - Hugo Villanueva, chilijski piłkarz (zm. 2024)
- 10 kwietnia: 
  - Lech Franczak, polski poeta
  - Claudio Magris, włoski pisarz, eseista, felietonista i tłumacz
- 11 kwietnia:
  - Louise Lasser, amerykańska aktorka
  - Tadeusz Piaskowski, polski konserwator zabytków, historyk sztuki i muzealnik
- 12 kwietnia:
  - Alan Ayckbourn, brytyjski dramatopisarz
  - Stanisław Dulias, polski polityk, rolnik, poseł na Sejm IV kadencji (zm. 2020)
  - Jerzy Slezak, polski polityk
- 13 kwietnia:
  - Janusz Faryś, polski historyk
  - Seamus Heaney, irlandzki poeta, noblista (zm. 2013)
  - Paul Sorvino, amerykański aktor (zm. 2022)
  - Andrzej Zaniewski, polski pisarz
- 14 kwietnia:
  - Andrzej Kastory, polski historyk
  - Zbigniew Ładosz, polski polityk, inżynier, poseł na Sejm RP I kadencji (zm. 1999)
  - Danuta Quirini-Popławska, polska historyk
- 15 kwietnia:
  - Carlo Ginzburg, włoski historyk pochodzenia żydowskiego
  - Jaime Paz Zamora, boliwijski polityk, wiceprezydent i prezydent Boliwii
- 16 kwietnia:
  - Tatiana Anodina, rosyjska doktor habilitowana, polityk
  - Roberto Saporiti, argentyński piłkarz
  - Dusty Springfield, brytyjska piosenkarka (zm. 1999)
- 17 kwietnia:
  - Francis Bazire, francuski kolarz (zm. 2022)
  - Bronisław Fidelus, polski duchowny katolicki
  - Stanisław Włodarczyk, polski duchowny katolicki, biblista (zm. 2013)
- 18 kwietnia:
  - Walter Außerdorfer, włoski saneczkarz (zm. 2019)
  - Maciej Szumowski, polski dziennikarz, reżyser filmów dokumentalnych (zm. 2004)
- 19 kwietnia:
  - Basil van Rooyen, południowoafrykański kierowca wyścigowy, wynalazca (zm. 2023)
  - Adolfína Tačová, czeska gimnastyczka
  - Włodzimierz Wander, polski saksofonista, kompozytor (zm. 2020)
  - Jan Władysław Woś, polski historyk, eseista, pisarz, wykładowca akademicki
- 20 kwietnia:
  - Gro Harlem Brundtland, polityk norweska
  - Peter S. Beagle, amerykański pisarz
  - Lech Kozioł, polski adwokat, senator RP (zm. 2016)
  - Anna Radziwiłł, polska pedagog, polityk, senator I kadencji, wiceminister edukacji (zm. 2009)
- 21 kwietnia – Ben Patterson, brytyjski polityk
- 22 kwietnia:
  - Uri Or, izraelski generał, polityk
  - Renata Siemieńska-Żochowska, polska socjolożka
  - Jan Szafraniec, polski polityk
  - Jurij Szarow, rosyjski florecista (zm. 2021)
  - Alewtina Szastitko, rosyjska lekkoatletka, oszczepniczka
  - Łazarz (Szweć), ukraiński biskup prawosławny
  - Theo Waigel, niemiecki prawnik, polityk
- 23 kwietnia:
  - José Ángel Divassón Cilveti, hiszpański duchowny katolicki, wikariusz apostolski Puerto Ayacucho
  - Lee Majors, amerykański aktor
  - Stanisław Wielgus, polski duchowny katolicki, arcybiskup
- 24 kwietnia:
  - Lili Iwanowa, bułgarska piosenkarka
  - Krzysztof Andrzej Jeżewski, polski poeta
  - Włodzimierz Siwiński, polski ekonomista (zm. 2023)
- 25 kwietnia:
  - Tarcisio Burgnich, włoski piłkarz (zm. 2021)
  - Jan Krzyżanowski, polski aktor
- 27 kwietnia – Stanisław Dziwisz, polski duchowny katolicki, kardynał
- 28 kwietnia:
  - Burkhard Driest, niemiecki aktor, reżyser i scenarzysta filmowy (zm. 2020)
  - Halina Polakowska, polska koszykarka
- 29 kwietnia:
  - Peter Gröning, niemiecki kolarz torowy
  - Lew Prygunow, rosyjski aktor
- 1 maja:
  - Judy Collins, amerykańska piosenkarka
  - Janina Jankowska, polska dziennikarka i reporterka radiowa
  - France Rumilly, francuska aktorka
- 2 maja:
  - Ernesto Castano, włoski piłkarz (zm. 2023)
  - Stanisław Ciosek, polski polityk i dyplomata (zm. 2022)
  - Stanisław Sołtysiński, polski radca prawny
- 3 maja:
  - Marek Freudenreich, polski grafik, plakacista, pedagog
  - Dennis O’Neil, amerykański pisarz, autor komiksów (zm. 2020)
- 4 maja:
  - Pierre Méhaignerie, francuski polityk
  - Amos Oz, izraelski prozaik, eseista, publicysta (zm. 2018)
- 5 maja:
  - Antoni Grochowalski, polski muzyk, dyrygent, pedagog
  - Ryszard Horowitz, amerykański fotograf pochodzenia polsko-żydowskiego
- 6 maja:
  - Ken Blanchard, amerykański pisarz
  - Panajotis Dimitriu, cypryjski prawnik, polityk, eurodeputowany
- 7 maja:
  - José Antonio Abreu, wenezuelski dyrygent, pianista, ekonomista, pedagog, aktywista i polityk (zm. 2018)
  - Sidney Altman, kanadyjsko-amerykański biolog, laureat Nagrody Nobla (zm. 2022)
  - Ruud Lubbers, holenderski polityk (zm. 2018)
  - Marco St. John, amerykański aktor
- 9 maja:
  - Ralph Boston, amerykański lekkoatleta (zm. 2023)
  - Bruce Mather, kanadyjski kompozytor, pianista i pedagog.
  - Ion Ţiriac, rumuński biznesmen i były tenisista oraz hokeista
  - Giorgio Zancanaro, włoski śpiewak operowy (baryton)
- 10 maja:
  - Robert Darnton, amerykański historyk kultury, bibliotekarz
  - Kim Wan Su, północnokoreański polityk
  - Janusz Różycki, polski florecista, malarz
  - Ireneusz (Seredni), ukraiński biskup prawosławny
- 11 maja:
  - Renato Ascencio León, meksykański duchowny katolicki, biskup Ciudad Juárez (zm. 2022)
  - Félix Salinas, peruwiański piłkarz (zm. 2021)
  - Tamara Zamotajłowa, rosyjska gimnastyczka
- 12 maja – Marie-Thérèse Naessens, belgijska kolarka szosowa i torowa
- 13 maja:
  - Peter Frenkel, niemiecki lekkoatleta
  - Andrzej Gawryszewski, polski geograf
  - Harvey Keitel, amerykański aktor, producent filmowy
  - Hildrun Laufer, niemiecka lekkoatletka, skoczkini w dal
  - Andrzej Zieliński, polski dziennikarz (zm. 2023)
- 14 maja:
  - Rolf Gindorf, niemiecki seksuolog (zm. 2016)
  - Veruschka von Lehndorff, niemiecka aktorka
- 15 maja:
  - Sylwan (Kilin), rosyjski biskup prawosławny (zm. 2021)
  - Euzebiusz (Sawwin), rosyjski biskup prawosławny
  - Dorothy Shirley, brytyjska lekkoatletka, skoczkini wzwyż
- 16 maja:
  - Paul Chamberland, kanadyjski poeta, eseista
  - Eugenio Dal Corso, włoski duchowny katolicki, kardynał (zm. 2024)
  - Carmo João Rhoden, brazylijski duchowny katolicki, biskup Taubaté
  - Mariotto Segni, włoski polityk
- 17 maja:
  - Hugh Dykes, brytyjski polityk i ekonomista
  - Diego Padrón, wenezuelski duchowny katolicki, arcybiskup Cumany, kardynał
  - Gary Paulsen, amerykański pisarz, podróżnik (zm. 2021)
- 18 maja:
  - Paweł Bożyk, polski ekonomista, polityk (zm. 2021)
  - Peter Grünberg, niemiecki fizyk, laureat Nagrody Nobla (zm. 2018)
  - Gordon O’Connor, kanadyjski polityk i wojskowy
- 19 maja:
  - Livio Berruti, włoski lekkoatleta, sprinter
  - James Fox, brytyjski aktor
  - Nancy Kwan, amerykańska aktorka pochodzenia chińskiego
  - Jānis Lūsis, łotewski lekkoatleta, oszczepnik (zm. 2020)
  - Wiesław Pawlik, polski uczony
  - Francis Scobee, amerykański astronauta (zm. 1986)
- 20 maja:
  - William Dendinger, amerykański duchowny katolicki, biskup Grand Island
  - Danuta Dzierżanowska, polska mikrobiolog (zm. 2020)
- 21 maja:
  - Andrzej Czernecki, polski polityk, poseł na Sejm RP (zm. 2012)
  - Jorgos Gramatikakis, grecki fizyk, polityk (zm. 2023)
  - Heinz Holliger, szwajcarski oboista, dyrygent, kompozytor, pedagog
- 22 maja:
  - Francisco González Valer, amerykański duchowny katolicki, biskup pomocniczy Waszyngtonu (zm. 2024)
  - Wojciech Kawiński, polski poeta
  - Paul Winfield, amerykański aktor (zm. 2004)
- 23 maja:
  - Reinhard Hauff, niemiecki reżyser i scenarzysta
  - Rüdiger Stüwe, niemiecki pisarz
  - Henryk Wolniak-Zbożydarzyc, polski poeta, dramaturg, aforysta
- 24 maja – Cristoforo Palmieri, włoski duchowny katolicki, biskup Rrëshen w Albánii
- 25 maja:
  - Ferdinand Bracke, belgijski kolarz szosowy i torowy
  - Dixie Carter, amerykańska aktorka (zm. 2010)
  - Gabriela Danielewicz, polska dziennikarka, pisarka
  - Gloria Hooper, brytyjska polityk i prawnik
  - Ian McKellen, brytyjski aktor, scenarzysta filmowy
  - Francis Mer, francuski przemysłowiec, polityk (zm. 2023)
  - Andrzej Jan Szwarc, polski prawnik karnista, nauczyciel akademicki, sędzia Trybunału Stanu
- 26 maja:
  - Sergiu Celac, rumuński prawnik, dyplomata, polityk
  - Manfred Kanther, niemiecki prawnik, polityk
  - Andrzej Milczanowski, polski prawnik, polityk, minister spraw wewnętrznych (zm. 2024)
  - Brunello Spinelli, włoski piłkarz wodny (zm. 2018)
- 27 maja – Alta Vášová, słowacka pisarka, scenarzystka
- 28 maja:
  - Maeve Binchy, irlandzka pisarka (zm. 2012)
  - Wojciech Karolak, polski muzyk jazzowy (zm. 2021)
  - Tom Thabane, lesotyjski polityk, premier Lesotho
- 29 maja:
  - Mary Banotti, irlandzka polityk (zm. 2024)
  - Al Unser, amerykański kierowca wyścigowy (zm. 2021)
  - Luigi Vinci, włoski działacz komunistyczny, polityk
- 30 maja:
  - Halina Filek-Marszałek, polska reżyserka i scenarzystka filmów animowanych
  - Józef Gębski, polski reżyser i scenarzysta filmowy
  - Michael J. Pollard, amerykański aktor (zm. 2019)
  - Dieter Quester, austriacki kierowca wyścigowy
- 31 maja:
  - Tim Graham, brytyjski lekkoatleta, sprinter
  - Hedwig Keppelhoff-Wiechert, niemiecka polityk, eurodeputowana
  - Klaus Zwickel, niemiecki lider związkowy
- 1 czerwca – Miloš Titz, czeski chemik, wykładowca akademicki, polityk, eurodeputowany
- 3 czerwca:
  - Krzysztof Cena, polski naukowiec
  - Ian Hunter, brytyjski piosenkarz, kompozytor i instrumentalista
  - Vincent Siew, tajwański polityk
  - Antonio Arregui Yarza, ekwadorski arcybiskup
- 4 czerwca – Ireneusz Iredyński, polski pisarz (zm. 1985)
- 5 czerwca:
  - Joe Clark, kanadyjski polityk, premier Kanady
  - Margaret Drabble, brytyjska pisarka, biografka, krytyk literacka
  - Grzegorz Królikiewicz, polski reżyser i scenarzysta filmowy, pedagog (zm. 2017)
- 6 czerwca:
  - Louis Andriessen, holenderski pianista, kompozytor (zm. 2021)
  - Giacomo Aragall, hiszpański śpiewak operowy
  - Marian Wright Edelman, amerykańska działaczka na rzecz praw dziecka
- 7 czerwca – Hans-Christian Ströbele, niemiecki adwokat (zm. 2022)
- 8 czerwca:
  - Norman Davies, brytyjski historyk
  - Piotr Kołodziejczyk, polski wojskowy (zm. 2019)
  - Miklós Réthelyi, węgierski lekarz i nauczyciel akademicki
- 9 czerwca:
  - Ileana Cotrubaș, rumuńska śpiewaczka operowa
  - David Hobbs, brytyjski kierowca wyścigowy
  - Małgorzata Komorowska, polska muzyk i polonistka
  - Claudio Stagni, włoski duchowny katolicki
  - Charles Webb, amerykański pisarz (zm. 2020)
- 10 czerwca – Joe Bossano, gibraltarski polityk, szef ministrów
- 11 czerwca – Jackie Stewart, brytyjski kierowca wyścigowy
- 13 czerwca – Antal Szentmihályi, węgierski piłkarz
- 14 czerwca:
  - Marek Gaszyński, polski dziennikarz muzyczny, autor tekstów piosenek (zm. 2023)
  - Steny Hoyer, amerykański polityk, kongresmen ze stanu Maryland
  - Czesław Majewski, polski pianista, kompozytor, aranżer, dyrygent, aktor kabaretowy
  - Peter Mayle, brytyjski pisarz (zm. 2018)
- 15 czerwca:
  - Edward Gołębiowski, polski działacz partyjny i państwowy, nauczyciel oraz dziennikarz
  - Anatolij Kim, rosyjski prozaik, dramaturg, tłumacz pochodzenia koreańskiego
  - Jeon Yun-churl, południowokoreański polityk
- 17 czerwca:
  - Frederick Vine, brytyjski geolog i geofizyk (zm. 2024)
  - Krzysztof Zanussi, polski reżyser filmowy
- 18 czerwca:
  - Lou Brock, amerykański baseballista (zm. 2020)
  - Leonard Szymański, polski inżynier, konstruktor i polityk (zm. 2023)
- 19 czerwca
  - Wu Po-hsiung, tajwański polityk
  - Teresa Zalewska, polska farmaceutka, neuropatolog, profesor nauk medycznych
- 20 czerwca:
  - Piotr Korcelli, polski uczony
  - Jan Martyniak, polski arcybiskup
  - Bob Neuwirth, amerykański wokalista, autor piosenek, producent muzyczny i artysta wizualny (zm. 2022)
  - Jan Zając, polski duchowny katolicki
- 21 czerwca:
  - Wilfried Klingbiel, niemiecki piłkarz
  - Salomé, hiszpańska piosenkarka
- 22 czerwca:
  - Luis Eyzaguirre, chilijski piłkarz
  - Jerzy Grzegorzewski, polski reżyser i scenograf teatralny (zm. 2005)
  - Ada Jonath, izraelska krystalograf
  - Remigiusz Olszak, polski entomolog
- 23 czerwca: 
  - Kazimierz Karkut, polski działacz samorządowy i partyjny
  - Norbert Pogrzeba, polski piłkarz
- 24 czerwca:
  - Annette Andre, brytyjska aktorka
  - Brigitte Fontaine, francuska wokalistka, pisarka, aktorka
- 25 czerwca:
  - Witold Hatka, polski związkowiec, bankowiec, przedsiębiorca, polityk, poseł na Sejm RP (zm. 2010)
  - Wawrzyniec Samp, polski rzeźbiarz i grafik
  - Ernst Ulrich von Weizsäcker, niemiecki badacz przyrody i polityki (SPD)
  - Peter Paul Wiplinger, austriacki poeta
- 26 czerwca:
  - Blaine Lindgren, amerykański lekkoatleta, płotkarz (zm. 2019)
  - Osvaldo Hurtado Larrea, ekwadorski politolog, pisarz, polityk, wiceprezydent i prezydent Ekwadoru
  - Chuck Robb, amerykański polityk, senator ze stanu Wirginia
  - Smangaliso Mkhatswa, południowoafrykański ksiądz i polityk
- 27 czerwca:
  - Ignazio Bedini, włoski duchowny katolicki
  - Aldo Dezi, włoski kajakarz
- 29 czerwca:
  - Amarildo, brazylijski piłkarz
  - Wiktor Grieś, ukraiński reżyser filmowy
  - Piotr Węgleński, polski biolog, genetyk (zm. 2024)
- 1 lipca:
  - Karen Black, amerykańska aktorka (zm. 2013)
  - Tadeusz Blauth, polski koszykarz
  - Maria Gintowt-Jankowicz, polska prawnik
  - Michał Seweryński, polski polityk
- 2 lipca – Iga Cembrzyńska, polska aktorka
- 3 lipca:
  - Michele Brown, australijska lekkoatletka, skoczkini wzwyż
  - Willy Vanden Berghen, belgijski kolarz (zm. 2022)
  - Brigitte Fassbaender, niemiecka śpiewaczka operowa
  - László Kovács, węgierski polityk
  - Angelo Sormani, włoski piłkarz
  - Helena Vaz da Silva, portugalska dziennikarka, pisarka, działaczka kulturalna, polityk (zm. 2002)
- 4 lipca:
  - Abdelmajid Chetali, tunezyjski piłkarz, trener
  - Anna Potok, polska ekonomistka, wiceminister rolnictwa
- 6 lipca:
  - Michał Boszko, polski pedagog, samorządowiec, polityk, senator RP
  - Mary Elizabeth Peters, brytyjska lekkoatletka, wieloboistka
- 7 lipca:
  - Władysław Jonkisz, polski polityk
  - François-Xavier Loizeau, francuski duchowny katolicki, biskup Digne
- 8 lipca:
  - Albert Fasina, nigeryjski duchowny katolicki, biskup Ijebu-Ode (zm. 2021)
  - Baldur Preiml, austriacki skoczek narciarski, trener, działacz sportowy (zm. 2025)
  - Jan Tkocz, polski geograf, wykładowca akademicki
  - Anna Zimina, rosyjska lekkoatletka, biegaczka średniodystansowa
- 9 lipca:
  - Ihor Kałyneć, ukraiński poeta i prozaik, przedstawiciel Szistdesiatnyków, radziecki więzień polityczny (zm. 2025)
  - Michael Jarboe Sheehan, amerykański duchowny katolicki, arcybiskup Santa Fe (zm. 2023)
  - Krzysztof Trębaczkiewicz, polski prawnik i bankowiec
  - Bogusław Żurakowski, polski poeta, literaturoznawca, aksjolog, pedagog (zm. 2020)
- 10 lipca – Hennadij Makarow, ukraiński piłkarz, trener
- 12 lipca:
  - Erwin Kräutler, austriacki duchowny katolicki
  - Henning Mortensen, duński pisarz i dramaturg (zm. 2025)
- 13 lipca – John Danielsen, duński piłkarz
- 14 lipca:
  - Karel Gott, czeski piosenkarz (zm. 2019)
  - Sid Haig, amerykański aktor (zm. 2019)
- 15 lipca:
  - David Nash, brytyjski rugbysta (zm. 2016)
  - Aníbal Cavaco Silva, portugalski ekonomista i polityk
  - Patrick Wayne, amerykański aktor
- 16 lipca:
  - Ewald Bastek, polski pływak
  - Marian Król, polski samorządowiec, polityk, poseł na Sejm RP, wojewoda poznański (zm. 2024)
  - Dave Kunst, amerykański podróżnik
  - Lido Vieri, włoski piłkarz
- 17 lipca:
  - Valve Lüütsepp, estońska koszykarka, trenerka
  - Ali Chamenei, irański ajatollah, polityk, prezydent i najwyższy przywódca Iranu
  - Spencer Davis, brytyjski wokalista, multiinstrumentalista, członek zespołu The Spencer Davis Group (zm. 2020)
  - Rubén González, urugwajski piłkarz
  - Milva, włoska aktorka, piosenkarka (zm. 2021)
  - Adalbert Ndzana, kameruński duchowny katolicki, biskup Mbalmayo
- 18 lipca:
  - Dion DiMucci, amerykański piosenkarz
  - Bogdan Juszczyk, polski aktor (zm. 1989)
  - Dominik Ludwiczak, polski działacz ludowy, polityk, poseł na Sejm PRL (zm. 2015)
  - Eduard Mudrik, rosyjski piłkarz (zm. 2017)
  - Walentin Olenik, rosyjski zapaśnik (zm. 1987)
- 19 lipca:
  - Łeonid Derkacz, ukraiński generał armii, polityk (zm. 2022)
  - Stanisław Lenartowicz, polski reżyser filmów animowanych (zm. 2023)
  - Pietro Lunardi, włoski inżynier, przedsiębiorca, polityk
  - Yves Meyer, francuski matematyk
  - János Nádasdy, węgierski malarz, grafik, artysta wizualny
- 20 lipca – Judy Chicago, amerykańska feministka, artystka, pisarka, intelektualistka
- 21 lipca:
  - Bogusław Hajdas, polski piłkarz, trener
  - Helmut Haller, niemiecki piłkarz (zm. 2012)
  - John Negroponte, amerykański polityk i dyplomata
- 22 lipca:
  - Gila Almagor, izraelska aktorka, pisarka
  - Ryszard Bańkowicz, polski dziennikarz, korespondent, reportażysta
  - Krzysztof Zarębski, polski malarz, rzeźbiarz, scenograf
- 24 lipca:
  - John Anderson, australijski żeglarz sportowy
  - Angeł Kerezow, bułgarski zapaśnik (zm. 2002)
- 26 lipca: 
  - John Howard, australijski polityk
  - Tadeusz Pilch, polski pedagog
- 27 lipca:
  - Mario Ashiku, albański aktor, reżyser filmowy
  - Jehuda Ben-Me’ir, izraelski psycholog, wykładowca, polityk
  - Emil Biela, polski poeta, prozaik (zm. 2021)
  - Peppino di Capri, włoski piosenkarz, kompozytor
  - Michael Longley, irlandzki poeta (zm. 2025)
  - Alain Maréchal, francuski kolarz torowy
  - François Thibodeau, kanadyjski duchowny katolicki, biskup Edmundston (zm. 2023)
- 28 lipca:
  - Charles Cyphers, amerykański aktor (zm. 2024)
  - Jan Kućmierz, polski fitopatolog, mikolog (zm. 2023)
  - Andrzej Potworowski, polski menedżer, handlowiec, dyplomata (zm. 2023)
  - Christos Zacharakis, grecki prawnik, dyplomata, polityk (zm. 2023)
- 29 lipca:
  - Witold Baran, polski lekkoatleta, średniodystansowiec (zm. 2020)
  - Tadeusz Ludwik Mleczko, polski nauczyciel, polityk, działacz sportowy (zm. 2019)
  - Gian Piero Reverberi, włoski muzyk, kompozytor, aranżer
- 30 lipca:
  - Ole Andreasen, duński dziennikarz, menedżer
  - Peter Bogdanovich, amerykański aktor, reżyser, producent i scenarzysta filmowy pochodzenia serbsko-żydowskiego (zm. 2022)
  - Patrick Boyle, brytyjski arystokrata, filmowiec, polityk
  - Agnelo Rufino Gracias, indyjski duchowny katolicki
  - Eleanor Smeal, amerykańska feministka
  - Zeng Qinghong, chiński polityk
- 31 lipca:
  - Angela Billingham, brytyjska polityk
  - Susan Flannery, amerykańska aktorka
  - John Tong Hon, chiński duchowny katolicki, biskup Hongkongu, kardynał
  - France Nuyen, francuska aktorka i modelka
  - Joanna Sobolewska-Pyz, polska działaczka społeczna pochodzenia żydowskiego
- 1 sierpnia:
  - Filika Dimo, albańska aktorka (zm. 2021)
  - Terry Kiser, amerykański aktor
  - Stefano Podestà, włoski ekonomista, polityk
  - Francesco Sarego, włoski duchowny katolicki, biskup Goroka w Papui-Nowej Gwinei
  - Zofia Stępień, polska polityk
  - John Tomlinson, brytyjski polityk (zm. 2024)
- 2 sierpnia:
  - Benjamin Barber, amerykański politolog, filozof polityczny (zm. 2017)
  - Jerzy Ciemniewski, polski prawnik, polityk (zm. 2018)
  - Wes Craven, amerykański reżyser (zm. 2015)
  - John W. Snow, amerykański polityk
  - Maria Szadkowska, polska aktorka
- 3 sierpnia:
  - Edward Borysewicz, polski kolarz szosowy, trener (zm. 2020)
  - Francesco D’Onofrio, włoski prawnik, nauczyciel akademicki, polityk
- 4 sierpnia – Jack Cunningham, brytyjski polityk
- 5 sierpnia:
  - Bob Clark, amerykański reżyser filmowy, aktor (zm. 2007)
  - Irena (księżniczka holenderska)
- 6 sierpnia:
  - Juan Carlos Stauskas, argentyński piłkarz
  - Susumu Tonegawa, japoński immunolog, laureat Nagrody Nobla
- 7 sierpnia:
  - Andrzej Bilik, polski dziennikarz, publicysta, dyplomata (zm. 2023)
  - Sally Thomas, australijska prawnik, polityk
- 8 sierpnia:
  - Jerzy Detko, polski muzyk jazzowy
  - Viorica Viscopoleanu, rumuńska lekkoatletka, skoczkini w dal
- 9 sierpnia:
  - Hércules Brito Ruas, brazylijski piłkarz
  - Maria Czubaszek, polska poetka, pisarka i satyryk, scenarzystka, felietonistka i dziennikarka (zm. 2016)
  - Grzegorz Grynkiewicz, polski chemik
  - Romano Prodi, włoski polityk
  - Barbara Stahl, polska działaczka ekumeniczna
- 10 sierpnia:
  - Anna Kwietniewska, polska lekarz, polityk, poseł na Sejm PRL (zm. 2022)
  - Zdzisław Trzaska, polski inżynier, profesor nauk technicznych
- 11 sierpnia:
  - Bohdan Cywiński, polski historyk
  - Karol Czejarek, polski germanista
  - George Ellis, południowoafrykański matematyk
  - Anatolij Kaszpirowski, rosyjski hipnotyzer, bioenergoterapeuta
  - Boško Marinko, jugosłowiański zapaśnik (zm. 2020)
  - Helmar Müller, niemiecki lekkoatleta, sprinter, trener piłkarski (zm. 2023)
  - Zbigniew Szczypiński, polski socjolog i polityk, poseł na Sejm RP
- 12 sierpnia:
  - Ulrich Jahr, polski szachista
  - George Hamilton, amerykański aktor
  - Jan Matysiak, polski psycholog
  - Pamela Ryan, australijska lekkoatletka
  - Władysław Cywiński, polski taternik, przewodnik tatrzański, alpinista, inżynier elektronik (zm. 2013)
  - Sushil Koirala, nepalski polityk, premier Nepalu w latach 2014–2015 (zm. 2016)
- 14 sierpnia:
  - Jerzy Klechta, polski dziennikarz, publicysta (zm. 2023)
  - Carlos Alberto Silva, brazylijski trener piłkarski (zm. 2017)
- 15 sierpnia – Ludwik Grzebień, polski jezuita, historyk (zm. 2020)
- 16 sierpnia:
  - Seán Brady, irlandzki duchowny katolicki, kardynał
  - Walerij Riumin, kosmonauta radziecki (zm. 2022)
- 17 sierpnia:
  - Luther Allison, amerykański gitarzysta bluesowy (zm. 1997)
  - Wałentyn Chodukin, ukraiński piłkarz, trener (zm. 2020)
  - Gidon Sagi, izraelski polityk
- 18 sierpnia – Generoso Andria, włoski ekonomista, samorządowiec, polityk
- 19 sierpnia:
  - Alan Baker, angielski matematyk, profesor Uniwersytetu Cambridge (zm. 2018)
  - Ginger Baker, brytyjski perkusista (zm. 2019)
  - David Fellhauer, amerykański duchowny katolicki
  - Andrzej Kostrzewski, polski geograf i geolog
  - Max Lorenz, niemiecki piłkarz
  - Yves Piétrasanta, francuski polityk, samorządowiec i eurodeputowany (zm. 2022)
- 20 sierpnia – Jan Greber, polski aktor (zm. 2023)
- 21 sierpnia:
  - Don Backy, włoski piosenkarz, kompozytor, aktor, pisarz
  - James Burton, amerykański gitarzysta rockowy
  - Festus Mogae, botswański polityk, prezydent Botswany
- 22 sierpnia – Carl Yastrzemski, amerykański baseballista polskiego pochodzenia
- 23 sierpnia:
  - Edward Linde-Lubaszenko, polski aktor teatralny, filmowy i telewizyjny
  - Witold Stanisław Michałowski, polski inżynier (zm. 2017)
- 25 sierpnia:
  - John Badham, brytyjski reżyser
  - Marshall Brickman, amerykański reżyser i scenarzysta filmowy pochodzenia żydowskiego (zm. 2024)
- 26 sierpnia:
  - Jorge Lemann, brazylijski przedsiębiorca
  - Piotr Poźniak, polski muzykolog (zm. 2016)
- 27 sierpnia:
  - Bjarne Fiskum, norweski skrzypek, dyrygent, kompozytor i pedagog (zm. 2021)
  - Joe Taylor, amerykański futbolista (zm. 2001)
  - Tüdewijn Üjtümen, mongolski szachista (zm. 1993)
- 28 sierpnia – Branko Kostić, czarnogórski i jugosłowiański polityk, prezydent Czarnogóry i Jugosławii (zm. 2020)
- 29 sierpnia:
  - Janusz Godlewski, polski wokalista, gitarzysta i kompozytor
  - Jolán Kleiber-Kontsek, węgierska lekkoatletka, dyskobolka (zm. 2022)
  - Joel Schumacher, amerykański reżyser, scenarzysta i producent filmowy (zm. 2020)
- 30 sierpnia:
  - Elizabeth Ashley, amerykańska aktorka
  - Bogdan Justynowicz, polski prozaik, poeta
  - Aleksander Kuźmin, polski numizmatyk, heraldyk, sfragistyk, matematyk, informatyk
  - François Maupu, francuski duchowny katolicki, biskup Verdun
  - John Peel, brytyjski prezenter radiowy, dziennikarz muzyczny (zm. 2004)
- 1 września:
  - Aneta Rama, albańska lekarka (zm. 2020)
  - Paolo Schiavon, włoski duchowny katolicki
  - Lily Tomlin, amerykańska aktorka
- 2 września:
  - Danuta Kordaczuk, polska siatkarka (zm. 1988)
  - Jack Lang, francuski polityk
  - Manfred Matuschewski, niemiecki lekkoatleta
  - Henry Mintzberg, brytyjski ekonomista
  - Ewa Woydyłło-Osiatyńska, polska doktor psychologii i terapeuta uzależnień
- 3 września:
  - Vivi Bach, duńska aktorka, piosenkarka, pisarka, prezenterka telewizyjna (zm. 2013)
  - Włodzimierz Jastrzębski, polski historyk, publicysta (zm. 2024)
  - Henning Petersen, duński kolarz szosowy
  - Paolo Cirino Pomicino, włoski lekarz, polityk
  - Göran Sonnevi, szwedzki poeta
- 4 września – Erwin Teufel, niemiecki polityk
- 5 września:
  - Clay Regazzoni, szwajcarski kierowca wyścigowy (zm. 2006)
  - George Lazenby, australijski aktor
- 6 września:
  - David Allan Coe, amerykański muzyk country
  - Krystyna Mikołajewska, polska aktorka
  - Peter Würtz, niemiecki polityk i wojskowy
- 7 września:
  - Christine Bergmann, niemiecka polityk
  - Riccardo Del Turco, włoski piosenkarz
- 8 września:
  - Carsten Keller, niemiecki hokeista na trawie
  - Andrzej Majkowski, polski dyplomata
  - Marian Piotrowski, polski polityk, poseł na Sejm RP
  - Zofia Reklewska-Braun, polska historyczka teatru i literatury, pedagożka, pisarka i dziennikarka
- 9 września:
  - Wiesław Johann, polski prawnik i dziennikarz
  - Zbigniew Namysłowski, polski saksofonista jazzowy (zm. 2022)
  - Re’uwen Riwlin, izraelski prawnik i polityk
- 10 września:
  - Elżbieta Chojnacka, polska klawesynistka (zm. 2017)
  - Cynthia Lennon, pierwsza żona Johna Lennona (zm. 2015)
  - Hans Sotin, niemiecki śpiewak operowy
- 11 września:
  - José Ricardo da Silva, brazylijski piłkarz (zm. ?)
  - Charles Geschke, amerykański informatyk, przedsiębiorca (zm. 2021)
  - Marwan Hamadeh, libański polityk
  - Elżbieta Kolejwa, polska lekkoatletka, sprinterka
- 12 września:
  - Stanisław Kobielus, polski pallotyn, historyk sztuki, poeta (zm. 2020)
  - Ion Ustian, mołdawski i radziecki polityk
- 13 września:
  - Zbigniew Geiger, polski aktor
  - Richard Kiel, amerykański aktor (zm. 2014)
  - Guntis Ulmanis, łotewski polityk
- 14 września:
  - Maria Barucka, polska pedagog, polityk, poseł na Sejm RP
  - Pierluigi Pizzaballa, włoski piłkarz, bramkarz
- 15 września:
  - Hidehiko Koga, japoński baseballista
  - Elizabeth Odio Benito, kostarykańska prawnik, polityk
- 16 września – Breyten Breytenbach, południowoafrykański pisarz (zm. 2024)
- 17 września:
  - Eduard Smirnow, mołdawski polityk
  - David Souter, amerykański prawnik (zm. 2025)
- 18 września:
  - Frankie Avalon, amerykański aktor i piosenkarz
  - Gert Dörfel, niemiecki piłkarz
  - Andrzej Korzeniowski, polski profesor zwyczajny, doktor nauk chemicznych
  - Jorge Sampaio, portugalski polityk (zm. 2021)
  - Kinuko Tanida, japońska siatkarka (zm. 2020)
  - Anna Zalewska, polska polityk, poseł na Sejm RP (zm. 2004)
- 19 września:
  - Bronisława Bajor, polska polityk, rolnik, posłanka na Sejm RP
  - Jerzy Bartmiński, polski językoznawca (zm. 2022)
  - Algimantas Bučys, litewski poeta i krytyk literacki
  - Babben Enger Damon, norweska biegaczka narciarska
  - Maria Komisarek, polska pływaczka (zm. 2014)
- 20 września:
  - Pastor Cuquejo, paragwajski duchowny katolicki, arcybiskup Asunción (zm. 2023)
  - Ryszard Grzegorczyk, polski piłkarz (zm. 2021)
  - Jan Jachymek, polski historyk
  - Peter Radford, brytyjski lekkoatleta
  - Aina Ulmane, łotewska ekonomistka, pierwsza dama
- 21 września – Andrzej Bujakiewicz, polski dyrygent, pedagog (zm. 2022)
- 22 września – Marian Kasprzyk, polski bokser
- 23 września:
  - Janusz Gajos, polski aktor
  - Erik Petersen, duński wioślarz (zm. 2025)
- 24 września:
  - Andrzej Blikle, polski informatyk, matematyk, mistrz cukierniczy
  - Patrick Kearney, amerykański seryjny morderca
  - Erhard Meier, austriacki nauczyciel, samorządowiec, polityk
  - Dieter Schwarz, niemiecki przedsiębiorca
  - Jacques Vallée, francuski inwestor, informatyk, ufolog, astronom
- 25 września:
  - Bogusława Latawiec, polska poetka, prozaik, krytyk literacki i nauczycielka (zm. 2021)
  - Gianfranco Leoncini, włoski piłkarz (zm. 2019)
  - Harald Ringstorff, niemiecki chemik i polityk (zm. 2020)
  - Jacek Taylor, polski prawnik, polityk, poseł na Sejm RP
- 26 września:
  - Mia Gommers, holenderska lekkoatletka
  - Adelardo Rodríguez, hiszpański piłkarz
  - Wojciech Rudnicki, polski prawnik
  - Kazimierz Zarzycki, polski polityk (zm. 2020)
- 27 września – Anna Seile, łotewska geograf i polityk (zm. 2019)
- 28 września:
  - Juan Piris Frígola, hiszpański duchowny katolicki, arcybiskup Lleidy
  - Kurt Luedtke, amerykański dziennikarz i scenarzysta filmowy (zm. 2020)
  - Rrok Mirdita, albański duchowny katolicki, arcybiskup, prymas Albanii (zm. 2015)
  - Paweł Unrug, polski aktor, reżyser filmowy
- 29 września:
  - Fikret Abdić, bośniacki polityk
  - Eberhard Köllner, niemiecki pilot wojskowy
  - Larry Linville, amerykański aktor (zm. 2000)
- 30 września:
  - Krzysztof Jakowicz, polski skrzypek i pedagog
  - Jean-Marie Lehn, francuski chemik, laureat Nagrody Nobla
- 1 października:
  - Karol Lutkowski, polski ekonomista
  - Astrid Sandvik, norweska narciarka alpejska
- 2 października:
  - Mirjana Bohanec, jugosłowiańska i chorwacka śpiewaczka operowa (sopranistka) oraz aktorka
  - Jurij Głazkow, radziecki kosmonauta (zm. 2008)
  - Michael Bambang Hartono, indonezyjski miliarder, brydżysta
  - Jerzy Wojtczak-Szyszkowski, polski filolog klasyczny (zm. 2024)
- 3 października – Göran Sonnevi, szwedzki poeta
- 4 października:
  - Timothy Carlton, brytyjski aktor
  - Ivan Mauger, nowozelandzki żużlowiec (zm. 2018)
  - Marta Sosińska-Janczewska, polska pianistka
- 5 października:
  - Marie-Claire Blais, kanadyjska poetka i pisarka (zm. 2021)
  - Romuald Cwilewicz, polski inżynier
  - Marie Laforêt, francuska piosenkarka i aktorka (zm. 2019)
- 6 października
  - Sheila Greibach, amerykańska informatyk
  - Alicja Zalewska, polska aktorka
- 7 października:
  - Ding Shaoguang, chiński malarz
  - John Hopcroft, amerykański informatyk
  - Harold Kroto, brytyjski chemik, laureat Nagrody Nobla (zm. 2016)
  - Laurent Monsengwo Pasinya, kongijski duchowny katolicki, arcybiskup Kinszasy, kardynał (zm. 2021)
- 8 października:
  - Giuseppe Beghetto, włoski kolarz
  - Jean-Claude Gaudin, francuski polityk, mer Marsylii (zm. 2024)
  - Paul Hogan, australijski aktor
- 9 października – Nicholas Grimshaw, brytyjski architekt
- 10 października:
  - Mieczysław Łopatka, polski koszykarz, trener
  - Neil Sloane, amerykańsko-brytyjski matematyk, informatyk
- 11 października:
  - Bernd Cullmann, niemiecki lekkoatleta (zm. 2025)
  - Maria Bueno, tenisistka brazylijska (zm. 2018)
  - Joanna Duda-Gwiazda, polska inżynier i działaczka społeczna
  - Zenon Grocholewski, polski duchowny katolicki, kardynał (zm. 2020)
  - Khin Nyunt, birmański generał, polityk, premier Birmy
  - Janusz Termer, polski literat, krytyk literacki, dziennikarz
- 12 października:
  - Franjo Gregurić, chorwacki inżynier, polityk, premier Chorwacji
  - Vladimír Körner, czeski prozaik, dramaturg, scenarzysta filmowy i telewizyjny
  - Adam Koseski, polski historyk, politolog (zm. 2020)
  - Baldomero Carlos Martini, argentyński duchowny katolicki, biskup San Justo
  - Carolee Schneemann, amerykańska malarka, fotografka, performerka (zm. 2019)
- 13 października:
  - Edgeir Benum, norweski historyk (zm. 2024)
  - Melinda Dillon, amerykańska aktorka (zm. 2023)
  - Jan Drabina, polski historyk, mediewista, religioznawca
  - Giorgio La Malfa, włoski polityk
- 14 października:
  - Ralph Lauren, amerykański projektant mody
  - Edoardo Menichelli, włoski duchowny katolicki, kardynał
- 15 października:
  - Telesphore Toppo, indyjski duchowny katolicki (zm. 2023)
  - Peter Gotti, amerykański boss mafijny (zm. 2021)
- 16 października:
  - Amancio Amaro, hiszpański piłkarz (zm. 2023)
  - Andrzej Andrysiak, polski polityk, poseł na Sejm I kadencji
  - Andrzej Jastrzębski, polski muzyk jazzowy
  - Gerold Späth, szwajcarski pisarz
- 17 października – Chris Craft, brytyjski kierowca Formuły 1 (zm. 2021)
- 18 października:
  - Mieczysław Bareja, polski prawnik, samorządowiec, prezydent Warszawy (zm. 2003)
  - Josef Černý, czeski hokeista, trener (zm. 2025)
  - Flavio Cotti, szwajcarski polityk, prezydent Szwajcarii (zm. 2020)
  - Lee Harvey Oswald, amerykański zamachowiec (zm. 1963)
- 19 października:
  - David Clark, brytyjski polityk
  - Hanna Tadeusiewicz, polska polonistka
- 20 października:
  - Dorota Jamroz, polska zootechnik, wykładowczyni akademicka
  - Edward Popiołek, polski inżynier, specjalista geodezji górniczej, pilot szybowcowy i sportowy pilot samolotowy
  - Daniel Prévost, francuski aktor, komik
- 21 października:
  - Jacques Blanc, francuski polityk, lekarz i samorządowiec
  - Stanisław Harasimiuk, polski pisarz, dziennikarz i reportażysta
  - Helen, indyjska aktorka, tancerka
  - Tamaki Katori, japońska aktorka erotyczna (zm. 2015)
  - Andrzej Legocki, polski naukowiec
  - Peter Plichta, niemiecki naukowiec
  - János Varga, węgierski zapaśnik, mistrz olimpijski (zm. 2022)
- 22 października:
  - Joaquim Chissano, polityk mozambicki
  - George Cohen, angielski piłkarz (zm. 2022)
  - Wiesław Łucyszyn, polski piłkarz (zm. 2022)
  - Suzy McKee Charnas, amerykańska pisarka żydowskiego pochodzenia (zm. 2023)
  - Tony Roberts, amerykański aktor (zm. 2025)
- 23 października:
  - Gerard Kusz, polski biskup katolicki (zm. 2021)
  - Stanley Anderson, amerykański aktor filmowy i telewizyjny (zm. 2018)
  - László Lugossy, węgierski reżyser i scenarzysta filmowy
  - Joanna Staręga-Piasek, polska polityk, poseł na Sejm RP
- 24 października:
  - F. Murray Abraham, amerykański aktor
  - Pak Pong Ju, północnokoreański polityk, premier
- 25 października – Aleksander Gawroński, polski aktor (zm. 2003)
- 26 października:
  - David B. Robinson, amerykański wojskowy
  - Ludmiła Samotiosowa, rosyjska lekkoatletka
- 27 października:
  - Ałła Achundowa, radziecka i azerska poetka i scenarzystka
  - Anna Bernat, polska polityk, poseł na Sejm PRL
  - John Cleese, brytyjski aktor komediowy
  - Stanisław Czekalski, polski nefrolog
  - Jean Djorkaeff, francuski piłkarz, trener
- 28 października:
  - Jane Alexander, amerykańska aktorka
  - Miroslav Cerar, jugosłowiański gimnastyk
- 29 października – Shū Kamo, japoński piłkarz i trener
- 30 października:
  - Leland H. Hartwell, amerykański biochemik, laureat Nagrody Nobla
  - Zygmunt Pioch, polski szachista
  - Grace Slick, amerykańska wokalistka rockowa
- 31 października:
  - Michel Mouïsse, francuski duchowny katolicki, biskup Périgueux
  - Ron Rifkin, amerykański aktor
- 1 listopada – Bernard Kouchner, francuski lekarz
- 2 listopada:
  - Enrico Albertosi, włoski piłkarz
  - John Buckley, irlandzki duchowny katolicki
- 3 listopada – Frits Flinkevleugel, holenderski piłkarz (zm. 2020)
- 4 listopada:
  - Günter Bernard, niemiecki piłkarz, bramkarz
  - Moustapha Niasse, senegalski polityk, dyplomata, premier Senegalu
  - Emīlija Sonka, łotewska kolarka torowa i szosowa
- 5 listopada:
  - Helena Ciepła, polska prawnik, sędzia Sądu Najwyższego
  - Jan Nowicki, polski aktor (zm. 2022)
  - Lobsang Tenzin, tybetański polityk, premier emigracyjnego Centralnego Rządu Tybetańskiego
- 6 listopada – Antoni (Czeremisow), rosyjski duchowny prawosławny
- 7 listopada:
  - Asłan Dżarimow, rosyjski polityk, prezydent Adygei, dyplomata
  - Barbara Liskov, amerykańska informatyczka
  - Stanisław Orzechowski, polski duchowny katolicki (zm. 2021)
  - Olegário Tolóí de Oliveira, brazylijski piłkarz, trener (zm. 2024)
- 8 listopada – Klemens Ścierski, polski polityk (zm. 2018)
- 9 listopada:
  - Marco Bellocchio, włoski reżyser, scenarzysta i producent filmowy
  - Paul Cameron, amerykański psycholog
  - Björn Engholm, niemiecki polityk
  - Ludwik Gawroński, polski muzykolog i publicysta
  - Lucyna Lewandowska, polska profesor ekonomii (zm. 2023)
  - Ryszard Witke, polski skoczek narciarski, trener (zm. 2020)
- 10 listopada:
  - Hubert Laws, amerykański flecista
  - Russell Means, amerykański aktor, polityk, działacz na rzecz praw Indian (zm. 2012)
  - Zdzisław Walczewski, polski piłkarz
  - Tadeusz Zajączkowski, polsko-niemiecki chirurg (zm. 2023)
- 12 listopada:
  - Elisabeth Eichholz, niemiecka kolarka szosowa (zm. 2022)
  - Zdzisław Józefowicz, polski bokser
  - Krystyna Królówna, polska aktorka (zm. 2022)
  - Maria Kruk-Jarosz, polska prawnik, konstytucjonalistka
  - Emilio Molinari, włoski związkowiec, polityk (zm. 2025)
  - Zbigniew Myga, polski piłkarz, trener
  - Siegfried Schneider, niemiecki siatkarz
- 13 listopada:
  - Karel Brückner, czeski piłkarz, trener
  - Jerzy Siemasz, polski pisarz, autor tekstów piosenek, tłumacz
  - Bob Tutupoly, indonezyjski piosenkarz (zm. 2022)
- 14 listopada:
  - Wendy Carlos, amerykańska kompozytorka i wykonawczyni muzyki elektronicznej
  - Diego Lorenzi, włoski duchowny katolicki
  - Miguel Olvera, ekwadorski tenisista
  - Carl-Heinz Rühl, niemiecki piłkarz, trener (zm. 2019)
- 16 listopada – Władysław Szewczyk, polski duchowny katolicki
- 17 listopada – Marcel Delattre, francuski kolarz
- 18 listopada:
  - Margaret Atwood, kanadyjska pisarka, poetka, krytyk literacki, aktywistka społeczna i ekologiczna
  - Margaret Jay, brytyjska dziennikarka, polityk
  - (data sporna) Amanda Lear, francuska piosenkarka, prezenterka telewizyjna, malarka, aktorka, modelka
  - John O’Keefe, amerykańsko-brytyjski neurobiolog, laureat Nagrody Nobla
  - Pilar Roldán, meksykańska florecistka
  - Brenda Vaccaro, amerykańska aktorka
- 19 listopada:
  - Emil Constantinescu, rumuński polityk, prezydent Rumunii
  - Tom Harkin, amerykański polityk, senator ze stanu Iowa
  - Kazimierz Morski, polski pianista i dyrygent
- 20 listopada:
  - Feliks Prusak, polski prawnik, adwokat, nauczyciel akademicki
  - Jan Szczepański, polski bokser (zm. 2017)
- 21 listopada – Władysław Tomaszewski, polski polityk, samorządowiec, poseł na Sejm II kadencji
- 22 listopada – Waldemar Kuczyński, polski ekonomista
- 23 listopada – Barry Spikings, brytyjski producent filmowy
- 24 listopada:
  - Neville Cenac, gubernator generalny Saint Lucia
  - Delio Lucarelli, włoski duchowny katolicki (zm. 2024)
  - Yoshinobu Miyake, japoński sztangista
  - Marit Paulsen, szwedzka pisarka, polityk (zm. 2022)
- 25 listopada – Angelino Soler, hiszpański kolarz szosowy
- 26 listopada:
  - Abdullah Ahmad Badawi, malezyjski polityk (zm. 2025)
  - John Gummer, brytyjski polityk
  - Greetje Kauffeld, holenderska wokalistka jazzowa
  - Mark Margolis, amerykański aktor (zm. 2023)
  - Alexander Ruthven, brytyjski arystokrata i polityk, minister (zm. 2021)
  - Tina Turner, amerykańska piosenkarka (zm. 2023)
- 27 listopada:
  - Canel Konvur, turecka lekkoatletka, skoczkini wzwyż (zm. 2018)
  - Nicolae Manolescu, rumuński pisarz, krytyk literacki, dyplomata, polityk (zm. 2024)
  - Galina Polskich, rosyjska aktorka
  - Józef Puciłowski, dominikanin, historyk Kościoła, opozycjonista w czasach PRL, publicysta
  - Janusz Styczeń, polski poeta (zm. 2022)
- 28 listopada – Noël Kinsella, kanadyjski psycholog i polityk (zm. 2023)
- 29 listopada:
  - Filomeno Gonzales Bactol, filipiński duchowny katolicki, biskup Naval
  - Nikołaj Karasiow, rosyjski lekkoatleta, kulomiot
- 30 listopada:
  - Șerban Ciochină, rumuński lekkoatleta, trójskoczek (zm. 2023)
  - Adam Greenberg, izraelski i amerykański operator filmowy
- 1 grudnia:
  - Fernando Antônio Figueiredo, brazylijski duchowny katolicki, biskup Santo Amaro
  - Mieczysław Kucapski, polski polityk, poseł na Sejm PRL
  - Władimir Płatonow, białoruski matematyk, polityk
  - Jens Ulbricht, niemiecki lekkoatleta, sprinter
- 2 grudnia:
  - Patricio Hacbang Alo, filipiński duchowny katolicki, biskup Mati (zm. 2021)
  - Arkoç Özcan, turecki piłkarz, bramkarz (zm. 2021)
  - Janusz M. Przybylski, polski dyrygent operowy i symfoniczny
  - Harry Reid, amerykański polityk, senator ze stanu Nevada (zm. 2021)
- 3 grudnia – Tom Bagley, amerykański kierowca wyścigowy
- 4 grudnia:
  - Barbara Klawikowska, kaszubska działaczka społeczna
  - Henryk Piecuch, polski dziennikarz i pisarz
- 5 grudnia:
  - Ricardo Bofill, kataloński architekt (zm. 2022)
  - Konstandinos Drutsas, grecki inżynier, polityk
  - Reino Paasilinna, fiński dziennikarz, polityk (zm. 2022)
  - Rimvydas Raimondas Survila, litewski inżynier, zootechnik, polityk
- 6 grudnia:
  - Klaus Balkenhol, niemiecki jeździec sportowy
  - Franco Carraro, włoski przedsiębiorca, działacz sportowy i polityk
- 7 grudnia:
  - L.R. Eswari, indyjska piosenkarka
  - Lech Śliwonik, polski teatrolog
- 8 grudnia:
  - James Galway, irlandzki flecista
  - Eva Rosenhed, szwedzka curlerka
- 9 grudnia:
  - Maciej Lubczyński, polski polityk, poseł na Sejm PRL
  - Roberto Lückert, wenezuelski duchowny katolicki, arcybiskup Coro (zm. 2024)
  - Saburō Yokomizo, japoński lekkoatleta, długodystansowiec (zm. 2024)
- 10 grudnia – Gernot Fraydl, austriacki piłkarz
- 11 grudnia – Janusz Werstler, polski nauczyciel, poeta, publicysta (zm. 2016)
- 12 grudnia:
  - Michael Gazzaniga, amerykański psycholog
  - Dezső Molnár, węgierski piłkarz
- 13 grudnia:
  - Rudolf Flögel, austriacki piłkarz, trener
  - Søren Hancke, duński żeglarz sportowy
  - Robert Hosp, szwajcarski piłkarz (zm. 2021)
- 14 grudnia:
  - Josef Abrhám, czeski aktor (zm. 2022)
  - Stephen Cook, amerykański informatyk
  - Dave Norris, nowozelandzki lekkoatleta
- 15 grudnia – Jan Sziling, polski historyk (zm. 2023)
- 16 grudnia:
  - Paul Mea, kirybatyjski duchowny katolicki, biskup Tarawy i Nauru (zm. 2021)
  - Jerzy Koralewski, polski inżynier, polityk, poseł na Sejm RP (zm. 2014)
  - Henryk Mika, polski generał brygady, inżynier, polityk (zm. 2025)
  - Etsuo Miyoshi, japoński przedsiębiorca, wynalazca, esperantysta
- 17 grudnia:
  - Cristina Gutiérrez-Cortines Corral, hiszpańska historyk sztuki, polityk
  - Mengálvio, brazylijski piłkarz
- 18 grudnia:
  - Sandro Lopopolo, włoski bokser (zm. 2014)
  - Michael Moorcock, brytyjski pisarz science-fiction oraz fantasy
  - Harold Varmus, amerykański noblista w dziedzinie fizjologii lub medycyny
- 19 grudnia:
  - Ryszard Czyż, polski polityk, poseł na Sejm PRL (zm. 2012)
  - Adam Graczyński, polski inżynier, polityk, senator RP (zm. 2004)
- 20 grudnia:
  - Szabolcs Esztényi, węgiersko-polski kompozytor, pianista, pedagog (zm. 2024)
  - Zenona Kuranda, polska pielęgniarka, polityk, poseł na Sejm PRL (zm. 2022)
- 21 grudnia:
  - Zbigniew Bernolak, polski gitarzysta basowy (zm. 2021)
  - Carlos do Carmo, portugalski śpiewak fado (zm. 2021)
  - Włodzimierz Konarski, polski dyplomata, polityk, poseł na Sejm RP
- 22 grudnia:
  - Walentin Afonin, rosyjski piłkarz, trener piłkarski (zm. 2021)
  - Daniel Caro Borda, kolumbijski duchowny katolicki, biskup Soachy
  - Anna Micińska, polska historyk literatury, krytyk literacki, eseistka, edytorka (zm. 2001)
- 23 grudnia – Harimurti Kridalaksana, indonezyjski językoznawca (zm. 2022)
- 24 grudnia – Natalino Gatti, włoski polityk i przedsiębiorca
- 25 grudnia – Konstantinas Dobrovolskis, litewski lekarz, polityk (zm. 2021)
- 26 grudnia:
  - Stanisława Borkowska, polska ekonomistka
  - Giacomo Fornoni, włoski kolarz (zm. 2016)
  - Eduard Kukan, słowacki polityk (zm. 2022)
  - Fred Schepisi, australijski reżyser
  - Phil Spector, amerykański producent muzyczny (zm. 2021)
- 27 grudnia:
  - John Amos, amerykański aktor (zm. 2024)
  - Olav Jordet, norweski biathlonista
  - Andrew Parker Bowles, brytyjski wojskowy
  - Helmut Jan Sobeczko, polski duchowny katolicki, teolog (zm. 2021)
- 28 grudnia:
  - Conny Andersson, szwedzki kierowca wyścigowy
  - Nándor Bosák, węgierski duchowny katolicki
  - Jake Holmes, amerykański wokalista i kompozytor folkowy
  - Frank McLintock, szkocki piłkarz, trener
  - Marian Szarmach, polski filolog klasyczny
- 29 grudnia – Konrad Fiałkowski, polski informatyk i pisarz science fiction (zm. 2020)
- 30 grudnia
  - Maria Alexandru, rumuńska tenisistka stołowa (zm. 2024)
  - Joseph Charron, amerykański duchowny katolicki, biskup Des Moines
- 31 grudnia:
  - Janusz Dorosiewicz, polski producent filmowy, architekt i działacz społeczny
  - Christian Mejdahl, duński polityk
  - Herman Schmid, szwedzki socjolog, wykładowca akademicki, polityk (zm. 2021)
  - Jerzy Święch, polski literaturoznawca
  - Eufemia Teichmann, polska ekonomistka
  - Willye White, amerykańska lekkoatletka, sprinterka i skoczkini w dal (zm. 2007)

- George Saliba, amerykański arabista i islamista

## Zdarzenia astronomiczne
- 23 lipca – Wielka opozycja Marsa, odległość 57,7 mln km

## Nagrody Nobla
- z fizyki – Ernest Orlando Lawrence
- z chemii – Adolf Butenandt, Leopold Ruzicka
- z medycyny – Gerhard Domagk
- z literatury – Frans Sillanpää
- nagroda pokojowa – nagrody nie przyznano

## Święta ruchome
- Tłusty czwartek: 16 lutego
- Ostatki: 21 lutego
- Popielec: 22 lutego
- Niedziela Palmowa: 2 kwietnia
- Pamiątka śmierci Jezusa Chrystusa: 4 kwietnia
- Wielki Czwartek: 6 kwietnia
- Wielki Piątek: 7 kwietnia
- Wielka Sobota: 8 kwietnia
- Wielkanoc: 9 kwietnia
- Poniedziałek Wielkanocny: 10 kwietnia
- Wniebowstąpienie Pańskie: 18 maja
- Zesłanie Ducha Świętego: 28 maja
- Boże Ciało: 8 czerwca